# Ingelheim am Rhein

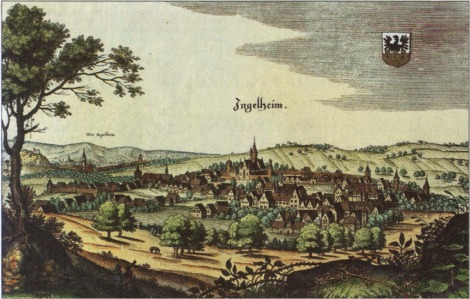
Kolorierter Stich von Ingelheim von Matthäus Merian, 1645

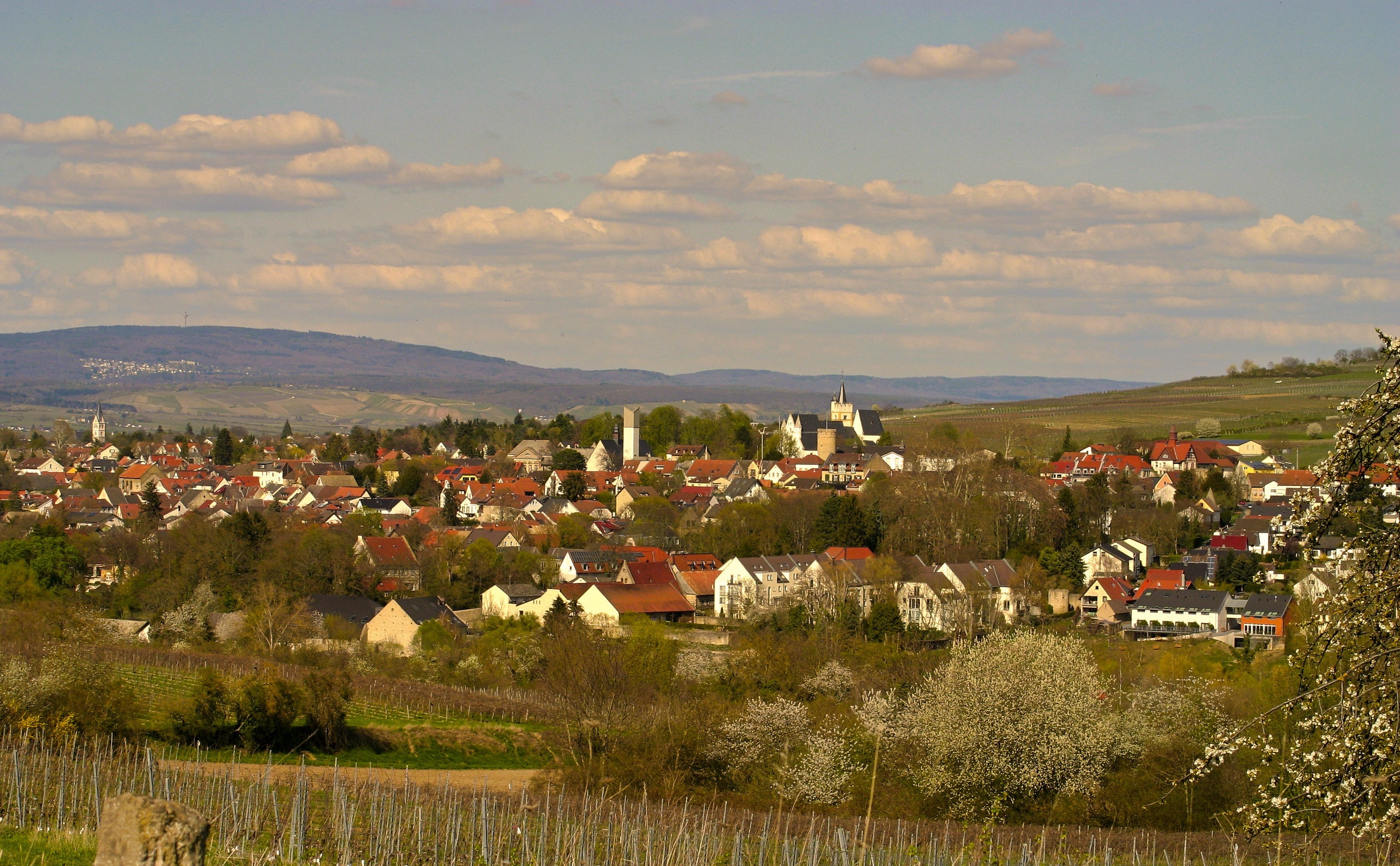
Ingelheim im Jahr 2019

Ingelheim am Rhein ist eine große kreisangehörige Stadt im Landkreis Mainz-Bingen in Rheinland-Pfalz und seit 1996 Sitz der Verwaltung dieses Kreises. Sie ist gemäß Landesplanung als Mittelzentrum klassifiziert.
Seit der zweiten Hälfte des 8. Jahrhunderts befand sich dort die Ingelheimer Kaiserpfalz, die den Kaisern und Königen bis ins 11. Jahrhundert zeitweise als Aufenthalts- und Regierungsort diente. Auf diese Zeit folgte die Herrschaft der Grafen von Ingelheim in Ober-Ingelheim und die Blütezeit des Ingelheimer Oberhofs im Spätmittelalter, von dessen Prozessen die Ingelheimer Haderbücher zeugen. Bekanntester Sohn der Stadt war Sebastian Münster, Autor der Cosmographia. Er wurde in Nieder-Ingelheim geboren, sein Porträt zierte die vorletzte Version des 100-D-Mark-Scheines. Überregionale Bekanntheit erlangte die Stadt durch das 1885 von Albert Boehringer in Nieder-Ingelheim gegründete Pharmaunternehmen Boehringer Ingelheim.
Ingelheim selbst wurde erst 1939 zur Stadt erhoben. Dabei wurden die zuvor eigenständigen Gemeinden Frei-Weinheim, Ober-Ingelheim und Nieder-Ingelheim zusammengeschlossen. Das Gebiet um den Bahnhof in Nieder-Ingelheim wurde in diesem Kontext zur Stadtmitte bestimmt, in dem sich in den Nachkriegsjahren die heutige Innenstadt entwickelt hat. Aufgrund des dominierenden Anbaus von Rotwein wird Ingelheim als „Rotweinstadt“ bezeichnet.

## Geographie
Die Stadt liegt im Südwesten Deutschlands, im Norden von Rheinhessen, am sogenannten Rheinknie und ca. 15 Kilometer westlich der rheinland-pfälzischen Landeshauptstadt Mainz. Der Rhein bildet die nördliche Grenze des Stadtgebietes und die Grenze zum Bundesland Hessen. Die Stadt gehört zum westlichen Rhein-Main-Gebiet. Südlich erstreckt sich das Stadtgebiet mit den beiden Stadtteilen Ober-Ingelheim und Großwinternheim in das Selztal hinein. Das Selztal liegt zwischen Mainzer Berg und Westerberg. Nieder-Ingelheim schmiegt sich an die nordwestliche Ecke des Mainzer Berges. Frei-Weinheim liegt nördlich am Rhein, der Stadtteil Sporkenheim südwestlich von Frei-Weinheim. Am Fuße nördlich des Westerbergs liegt der Stadtteil Ingelheim-West. Im Osten liegen die Ortsteile Heidesheim (mit seinen Ortsteilen Heidenfahrt und Uhlerborn) sowie Wackernheim.
Der niedrigste Punkt des Stadtgebietes ist der Rheinhafen im Norden mit 80,8 m ü. NHN bei Frei-Weinheim. Die beiden höchsten Punkte sind der Mainzer Berg mit 247,8 m ü. NHN und der Westerberg mit 247,5 m ü. NHN. Sie sind Ausläufer der rheinhessischen Hochfläche. Die Nord-Süd-Ausdehnung des Stadtgebietes beträgt 7,9 Kilometer, die Ost-West-Ausdehnung 5,0 Kilometer. Nahegelegene größere Städte sind östlich die Landeshauptstädte Mainz und Wiesbaden, südwestlich Bad Kreuznach und südöstlich Worms.

### Geologie und Gewässer

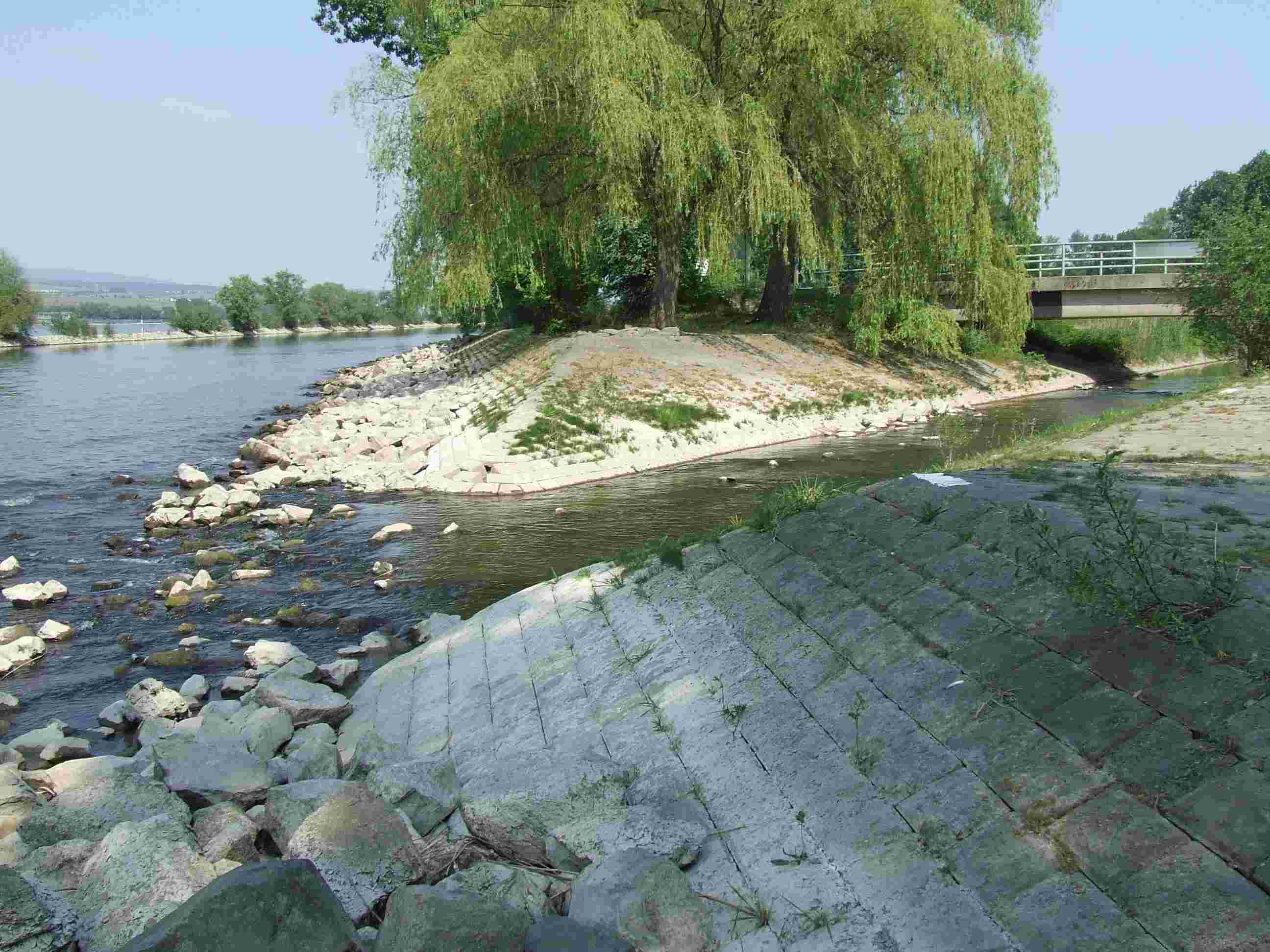
Mündung der Selz in den Rhein bei Frei-Weinheim

Das Stadtgebiet Ingelheims gehört zum Mainzer Becken. Die Böden in diesem Gebiet werden von tertiären Kalkschichten bestimmt, in der Rheinebene bei Frei-Weinheim und Nieder-Ingelheim ist die Bodenbeschaffenheit sandig mit Kalkflugsanden beziehungsweise Kalkflugsanddünen, im Wesentlichen nördlich der Autobahn entlang der Konrad-Adenauer-Straße, aber auch südlich der Autobahntrasse und innerhalb des Werksgeländes der Firma Boehringer Ingelheim. Ein kleines Vorkommen befindet sich auch im Bereich der Griesmühle. Diese Erdformationen stehen nach dem rheinland-pfälzischen Landespflegegesetz unter Naturschutz. Ihre Beschädigung oder Beseitigung gelten als unausgleichbarer Eingriff in Natur und Landschaft. Städtebauliche Nutzung in Bereichen mit Kalkflugsanden ist daher ausgeschlossen oder wird nur in ganz besonderen Ausnahmefällen genehmigt. Zwei solcher Ausnahmefälle waren der Bau der Konrad-Adenauer-Straße von der Autobahntrasse bis zur Rheinstraße und der Kindertagesstätte an der Sporkenheimer Straße. Der Untergrund besteht zusätzlich aus Oligozän, Ton und Mergel, die beim langsamen Aussüßen eines Meeresarmes entstanden sind. Der Kiefernwald in der Nieder-Ingelheimer Gemarkung, der sich hauptsächlich auf dem heutigen Gebiet des Stadtteils Ingelheim-West befand, wurde im Laufe der letzten Jahrhunderte zuerst durch den Obst- und Spargelanbau und dann durch den Gebäudebau weitgehend verdrängt.
Durch das Stadtgebiet fließt die Selz aus südlicher Richtung von Schwabenheim kommend in nördlicher Richtung quer durch das Stadtgebiet und mündet bei Frei-Weinheim in den Rhein. Der Ikasee befindet sich in Nieder-Ingelheim zwischen Autobahn und Blumengarten. Da der Stadtteil Frei-Weinheim direkt am Rhein liegt, ist Ingelheim Hafenstadt.

### Naturschutzgebiete

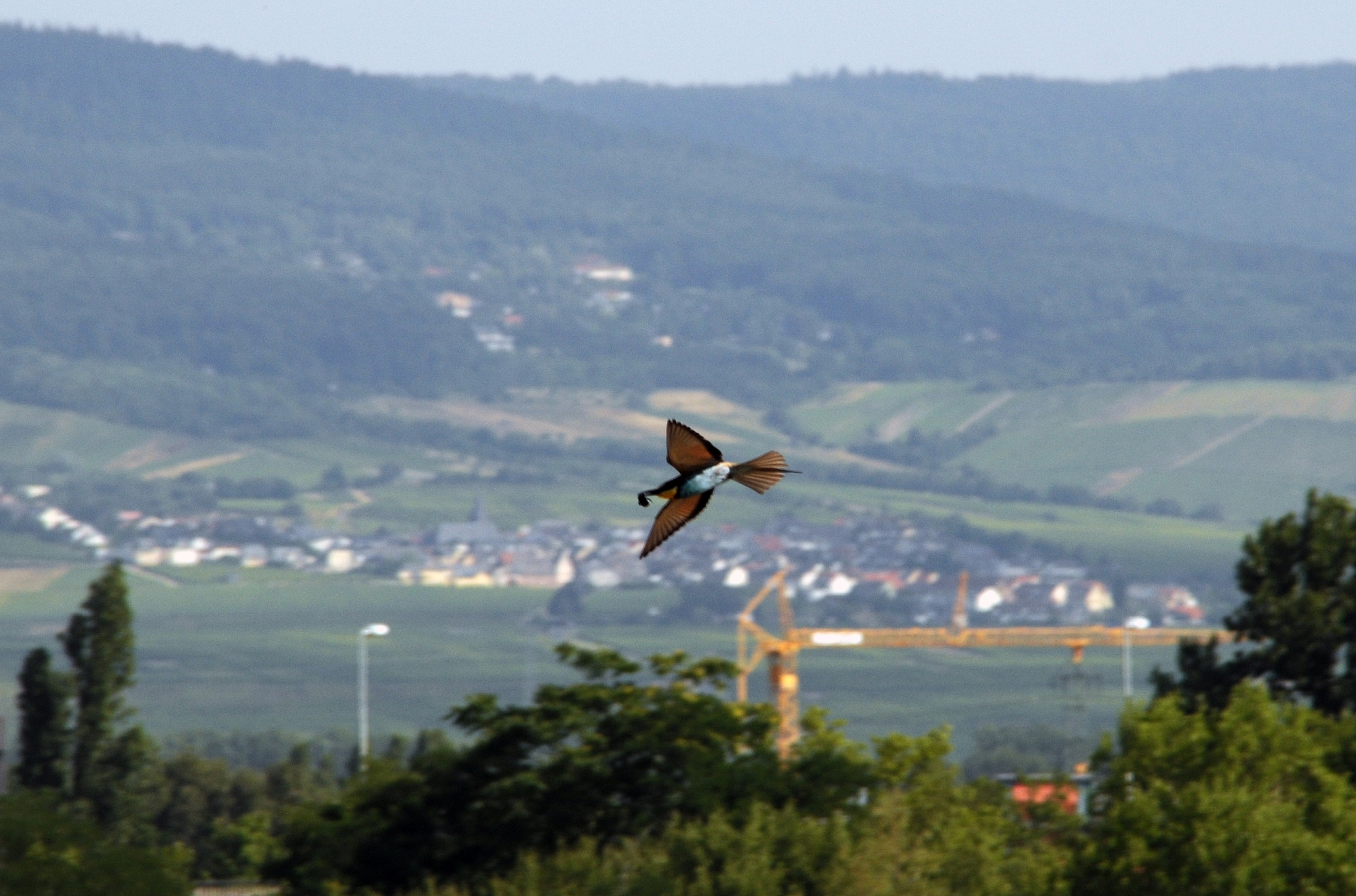
Ein Bienenfresser über Ingelheim

Rund um Ingelheim gibt es insgesamt sechs Naturschutzgebiete: im Nordwesten des Stadtgebiets das Schutzgebiet Sandlache, an dieses grenzt im Süden das größte Schutzgebiet Ingelheimer Dünen und Sande. Im Nordosten liegt direkt am Rhein das Naturschutzgebiet Fulder Aue–Ilmen Aue und südwestlich der Stadt der Nordausläufer des Westerbergs. Östlich sind die Hangflächen des Mainzer Berges am Heidesheimer Weg unter Naturschutz gestellt. Westlich des Stadtteils Großwinternheim ist die sogenannte Gartenwiese im Uferbereich der Selz Naturschutzgebiet.

### Flächennutzung
Die Stadtfläche beträgt insgesamt 73,33 km². Der größte Anteil des Stadtgebiets werden hauptsächlich mit Wein- und Obstbau mit 65,4 % landwirtschaftlich genutzt. Siedlungs- und Verkehrsflächen haben einen Anteil von 22,9 % einschließlich der zugehörigen Frei- und Betriebsflächen. Bedingt durch den Rhein hat Ingelheim 5,9 % Wasserfläche. Eine für Rheinhessen übliche kleine Waldfläche entspricht 5,2 % und sonstige Flächen kommen auf 0,6 %. Darüber hinaus verfügt die Stadt Ingelheim über einen 1200 ha großen Stadtwald im Hunsrück, der allerdings nicht zur Fläche der Stadt zählt.
| Nutzungsanteile der Stadtgebietsfläche | Nutzungsanteile der Stadtgebietsfläche | Nutzungsanteile der Stadtgebietsfläche | Nutzungsanteile der Stadtgebietsfläche | Nutzungsanteile der Stadtgebietsfläche |
| -------------------------------------- | -------------------------------------- | -------------------------------------- | -------------------------------------- | -------------------------------------- |
|                                        |                                        |                                        |                                        |                                        |
| Landwirtschaft                         | Landwirtschaft                         |                                        | 32,62 km²                              | 32,62 km²                              |
| Gebäude- und Verkehrsfläche            | Gebäude- und Verkehrsfläche            |                                        | 11,43 km²                              | 11,43 km²                              |
| Wasser                                 | Wasser                                 |                                        | 2,93 km²                               | 2,93 km²                               |
| Wald                                   | Wald                                   |                                        | 2,58 km²                               | 2,58 km²                               |
| Sonstige Nutzung                       | Sonstige Nutzung                       |                                        | 0,30 km²                               | 0,30 km²                               |
|                                        |                                        |                                        |                                        |                                        |

### Stadtgliederung und Nachbargemeinden
| Gemeinde                   | Entfernung (km) |
| -------------------------- | --------------- |
| Oestrich-Winkel (Hessen)   | 5,7             |
| Eltville am Rhein (Hessen) | 6,6             |
| Budenheim                  | 9,5             |
| Mainz                      | 16,0            |
| Essenheim                  | 11,9            |
| Schwabenheim an der Selz   | 5,5             |
| Bubenheim (Rheinhessen)    | 6,6             |
| Nieder-Hilbersheim         | 7,8             |
| Appenheim                  | 6,3             |
| Gau-Algesheim              | 3,6             |
| Bingen am Rhein            | 12,5            |
| Geisenheim (Hessen)        | 7,7             |

Das Stadtgebiet ist in zehn Stadtteile gegliedert. Die vier Gründerdörfer von 1939 Nieder-Ingelheim, Frei-Weinheim, Ober-Ingelheim und Sporkenheim wurden zur Stadt Ingelheim am Rhein zusammengeschlossen. Ingelheim-West ist der jüngste Stadtteil, der im Zuge der Bebauung westlich des Boehringer-Werksgeländes in den 1960er Jahren entstand. 1972 wurde Großwinternheim im Zuge der damaligen Gebietsreform eingemeindet. Die Stadtteile Frei-Weinheim und Ingelheim-West sind seit dem Stadtzusammenschluss seit den 1960er Jahren stetig zusammengewachsen, ebenso die Stadtteile Nieder-Ingelheim mit Ober-Ingelheim und Nieder-Ingelheim mit Ingelheim-West. Baulich getrennt sind Ingelheim-West und Ober-Ingelheim sowie Frei-Weinheim und Nieder-Ingelheim. Abgetrennt vom übrigen Stadtgebiet haben Sporkenheim und Großwinternheim ihren dörflichen Charakter behalten. Am 1. Juli 2019 wurden die Ortsgemeinden Wackernheim und Heidesheim am Rhein mit den Ortsteilen Uhlerborn und Heidenfahrt in die Stadt Ingelheim eingemeindet. Als Ortsbezirke ausgewiesen sind Großwinternheim, Heidesheim und Wackernheim, die deshalb einen Ortsbeirat und einen Ortsvorsteher haben.
Ingelheims rheinland-pfälzische Nachbargemeinden sind die Stadt Bingen im Westen, östlich die Verbandsfreie Gemeinde Budenheim sowie die Landeshauptstadt Mainz,
südlich die Ortsgemeinde Essenheim aus der Verbandsgemeinde Nieder-Olm, südwestlich die Verbandsgemeinde Gau-Algesheim mit den Ortsgemeinden Schwabenheim, Bubenheim, Nieder-Hilbersheim, Appenheim und der Stadt Gau-Algesheim. Die Stadt Gau-Algesheim weist die geringste Entfernung der Nachbargemeinden auf, da ein Gewerbegebiet von Gau-Algesheim direkt an den Stadtteil Ingelheim-West grenzt. Die hessischen Gemeinden Geisenheim, Oestrich-Winkel und Eltville sind durch den Rhein von Ingelheim getrennt und über eine Fährverbindung zu erreichen. Bei Ingelheim gibt es keine Brücke über den Rhein. Die nächste stromaufwärts ist die Schiersteiner Brücke bei Mainz, stromabwärts die Südbrücke in Koblenz.

### Klima

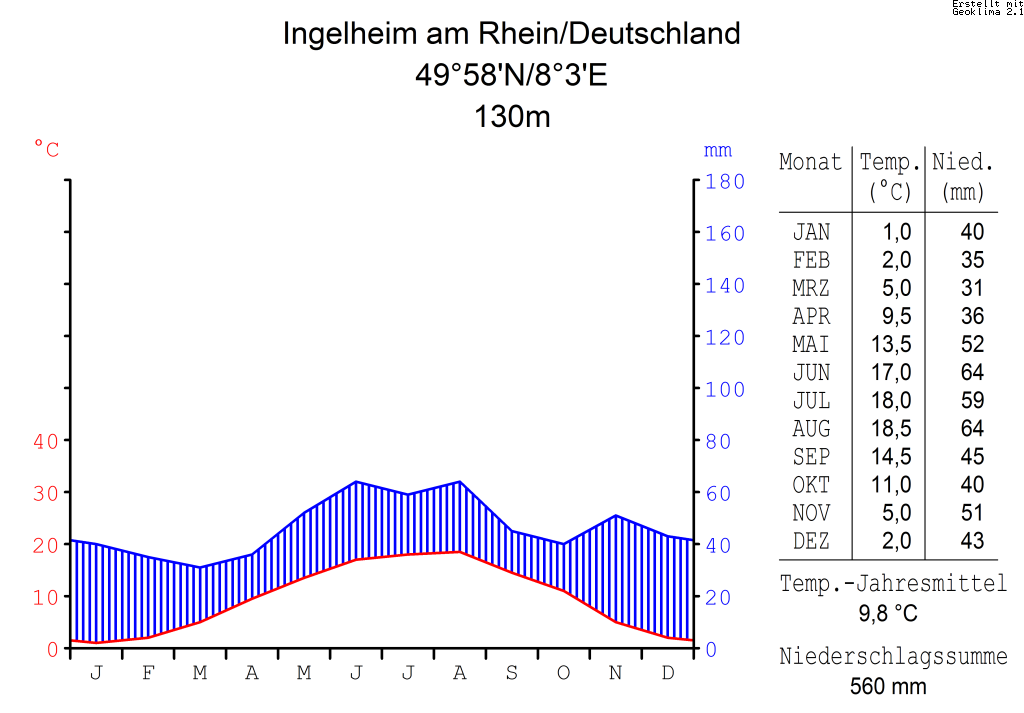
Klimadiagramm

Die Stadt befindet sich in der gemäßigten Klimazone. Die durchschnittliche Jahrestemperatur betrug 2024 11,9 °C. Die wärmsten Monate sind Juli und August mit durchschnittlich 18,0 beziehungsweise 18,5 °C, der kälteste Januar mit 1,0 °C im Mittel. Die meisten Niederschläge fallen im Juni und im August mit durchschnittlich 64, die geringsten im März mit durchschnittlich 31 Millimeter. Wie ganz Rheinhessen befindet sich auch Ingelheim wettergeschützt durch Hunsrück, Taunus, Odenwald und Donnersberg. Deshalb liegen die durchschnittlichen Jahresniederschläge nur bei 560 Millimetern.
|                        | Jan | Feb | Mär | Apr | Mai | Jun | Jul | Aug | Sep  | Okt  | Nov | Dez |   |     |
| Mittl. Temperatur (°C) | 1,0 | 2,0 | 4,5 | 9,5 | 14  | 17  | 18  | 18  | 14,5 | 10,5 | 5   | 2   | ⌀ | 9,7 |
|                        |     |     |     |     |     |     |     |     |      |      |     |     |   |     |
| Niederschlag (mm)      | 40  | 35  | 31  | 36  | 52  | 64  | 59  | 64  | 45   | 40   | 51  | 43  | Σ | 560 |

|  |

|  |

|  |

|  |

|  |

|  |

|  |

|  |

|  |

|  |

|  |

|  |

|  |

|  |

|  |

|  |

|  |

|  |

|  |

|  |

|  |

|  |

|  |

|  |

## Geschichte

### Vorgeschichte
Der Name Ingel leitet sich womöglich von einem Franken namens Ingilo ab, der sich hier niederließ. Siedlungen und Höfe wurden damals mit dem Namen ihres Herren versehen. Die für Rheinhessen typische Endung -heim geht wohl ebenso auf die fränkische Zeit zurück, wahrscheinlich 5. oder 6. Jahrhundert n. Christus. Der Ortsname ist in Urkunden späterer Zeiten unter anderem als Ingilinhaim, Ingilinheim (782), Ingilenhaim, Engelheim, Hengilonheim, Engilonheim (822), Engilinheim (826), Hingilinheim (855), Ingilunheim (874), Ingulinheim (889), Ingelesheim (891), Ingelenheim (940), Anglia sedes (1051), Ingilheim und Ingelnheim (1286) überliefert. Der Namenszusatz am Rhein wird seit der Verleihung der Stadtrechte 1939 verwendet. Seit 1269 wird zwischen Nieder- und Ober-Ingelheim unterschieden.
Funde von Faustkeilen legen nahe, dass das Gebiet um Ingelheim bereits in der Altsteinzeit vor ungefähr 50.000 Jahren besiedelt wurde. Nach der Eroberung durch die Römer diente die Gegend zur Versorgung der römischen Truppen und der Bevölkerung des damaligen Mogontiacum. Im dritten und vierten Jahrhundert folgten aufgrund der Nähe zu Mainz massive Zerstörungen, was zum Ende des Vicus und aller Villae führte.

### Geschichte der Dörfer

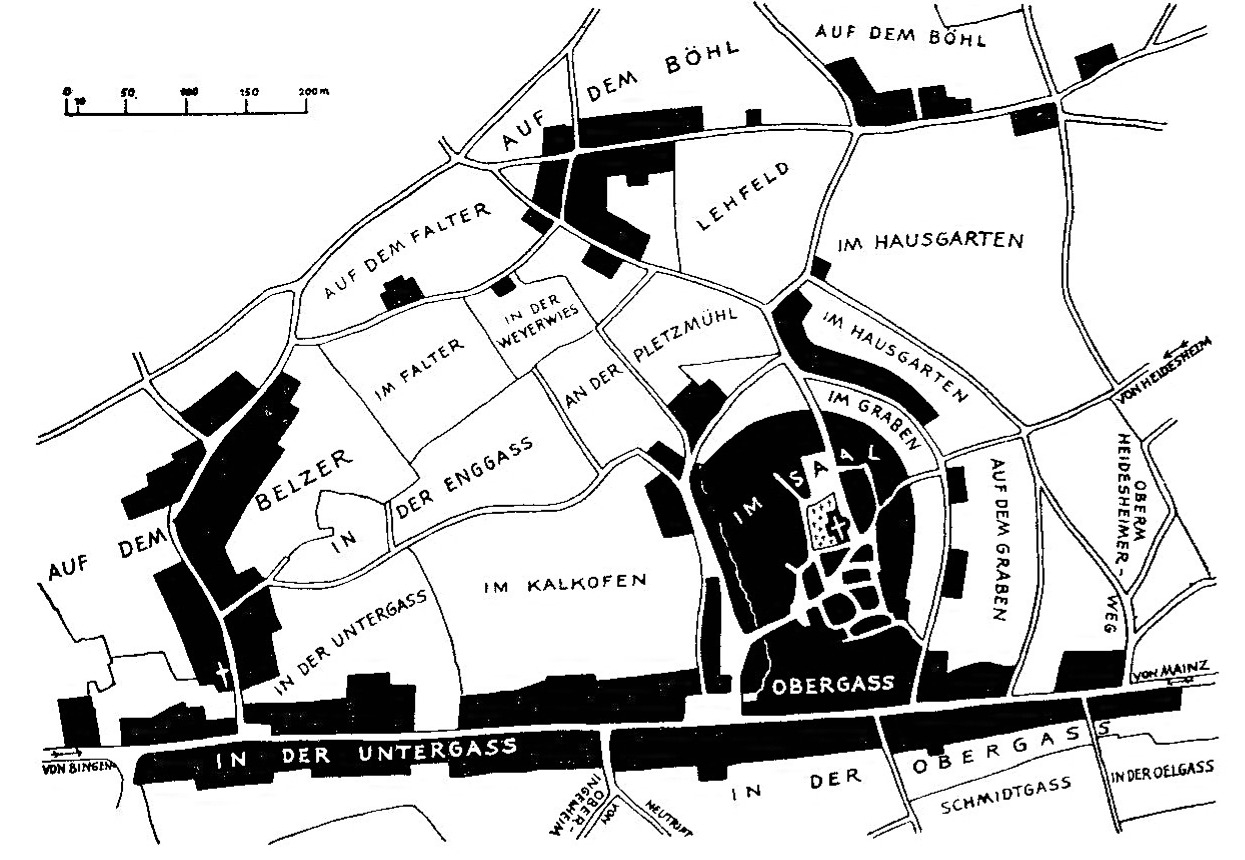
Eine historische Karte Nieder-Ingelheims um 1840

#### Mittelalter
Ab dem 5. Jahrhundert wurde der Raum Ingelheim von den Franken besiedelt. In dieser Zeit entwickelte sich das heutige Ober-Ingelheim als eine der ersten Ingelheimer Siedlungen zum Dorf. Die nähere Region um Ingelheim war später bekannt als Ingelheimer Reich, ab dem 14. Jahrhundert dann als Ingelheimer Grund. Überregionale Bedeutung errang das Ingelheimer Reich mit dem Beschluss Karls des Großen, ein Königsgut der Merowinger zur Kaiserpfalz auszubauen, bei der etwas später Nieder-Ingelheim entstand. Karls erster urkundlich nachgewiesener Aufenthalt datiert von 774. Insgesamt hielt er sich drei- bis viermal in Ingelheim auf. Sein Nachfolger wurde sein Sohn Ludwig der Fromme. Dieser hielt sich deutlich öfter in Ingelheim auf, mindestens zehnmal. Er verstarb auch in Ingelheim, vermutlich auf einer der Rheinauen bei Ingelheim. Die Kaiserpfalz diente im Mittelalter vielen weiteren deutschen Königen und Kaisern der Staufer, Ottonen und Salier als Stützpunkt. Unter Otto I. hatte die Kaiserpfalz ihre zweite Blütezeit, nachdem sie lange vernachlässigt worden war. In der Zeit der Salierkönige, die Mainz als Bischofssitz bevorzugten, wurde die Ingelheimer Pfalz lange wenig benutzt. Unter dem Nachfolger Friedrich I. Barbarossa fand in der Kaiserpfalz eine Reihe von Umbaumaßnahmen statt (vor 1160). Er baute die Pfalz als befestigte Reichsburg aus. Vom 8. bis 10. Jahrhundert wurden insgesamt neun Ingelheimer Synoden in dieser Pfalz abgehalten.

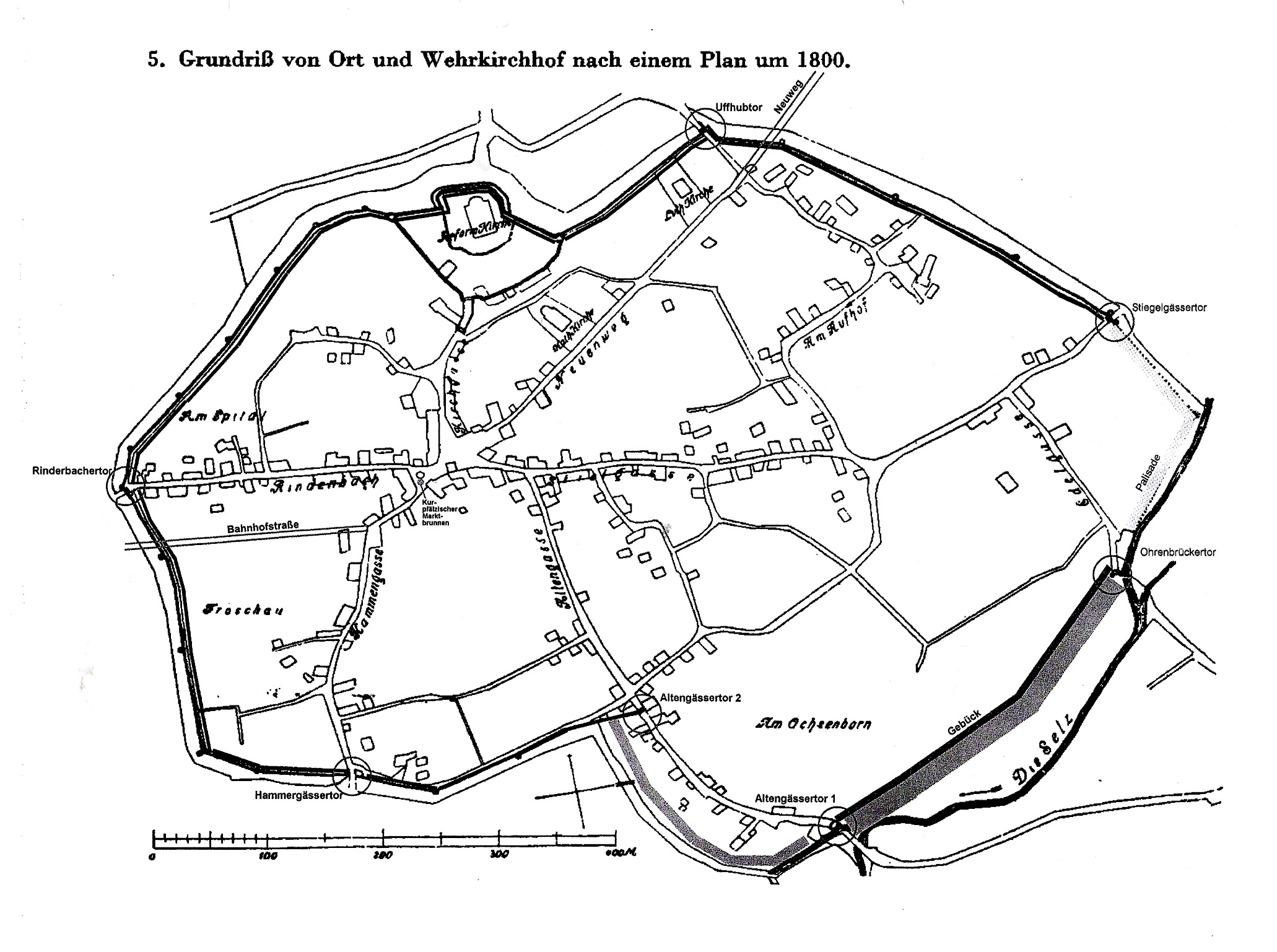
Eine Karte Ober-Ingelheims um 1800

Ab dem 13. Jahrhundert setzte ein langsamer Niedergang ein, der in der politischen Bedeutungslosigkeit Nieder-Ingelheims endete. Im 14. Jahrhundert war das Ende des Ingelheimer Reichs mit der mehrstufigen Verpfändung des Gebiets endgültig besiegelt. Damit stieg die Bedeutung Ober-Ingelheims. Dort waren die Adelsfamilien, die ehemals zur Verwaltung der Kaiserpfalz gehörten, ansässig, darunter die späteren Grafen von Ingelheim. Der Ort erhielt im 13. Jahrhundert eine Stadtbefestigung.
Der Ingelheimer Oberhof im Ingelheimer Grund, wie das Gebiet nach dem 14. Jahrhundert hieß, war über Jahrhunderte eine Berufungsinstanz umliegender Schöffengerichte. Kaiser Karl IV. gründete 1354 die Propstei Ingelheim und verpfändete den Ingelheimer Grund im Jahr 1356 erneut, diesmal an die Stadt Mainz und 1375 mit der Reichsstadt Oppenheim und anderen Reichsorten an den Kurfürsten Ruprecht I. von der Pfalz auf Lebenszeit. Am 1. Mai 1376 erfolgte die Huldigung des Kurfürsten und der Ingelheimer Grund wurde faktisch kurpfälzisch. Er übertrug die Pfandschaft an seinen Sohn Ludwig, der dafür 100.000 Gulden zahlte.

#### Neuzeit
Im Jahre 1488 wurde Ingelheims berühmtester Sohn, der Kosmograph Sebastian Münster, geboren. Er war Mitautor des neben der Bibel meistgelesenen Buches des 16. – 17. Jahrhunderts, der Cosmographia, einer historisch-geographischen Beschreibung der Welt. Mitte des 16. Jahrhunderts gab es im Ingelheimer Grund Hexenprozesse mit der Folge, dass drei Frauen verbrannt wurden. Im 17. Jahrhundert wurden durch den mittlerweile großen Einfluss der Kurpfalz auf das Gerichtswesen in den kurpfälzischen Gebieten weitere Prozesse verhindert.
Der Dreißigjährige Krieg und der Pfälzische Erbfolgekrieg verschonten die beiden Ingelheimer Orte weitgehend in ihrer Bausubstanz. Allerdings ging der Wohlstand in diesen Jahrhunderten deutlich zurück. Auch wurden verwertbare Reste, vorwiegend Säulen der mittlerweile zur Ruine gewordenen Kaiserpfalz, für den Aufbau des Heidelberger Schlosses abtransportiert. Der Ingelheimer Grund wurde nach dem Friedensschluss von Münster und Osnabrück von 1648 (Westfälischer Friede) von der alten Reichspfandschaft in kurpfälzisches Territorium umgewandelt. Das Jahr 1680 bedeutete das Ende des Oberhofes in Ober-Ingelheim, der vom kurpfälzischen Hofgericht ersetzt wurde. Im Ingelheimer Grund wütete 1666 acht Monate lang die Pest, der ein Großteil der Bevölkerung zum Opfer fiel.

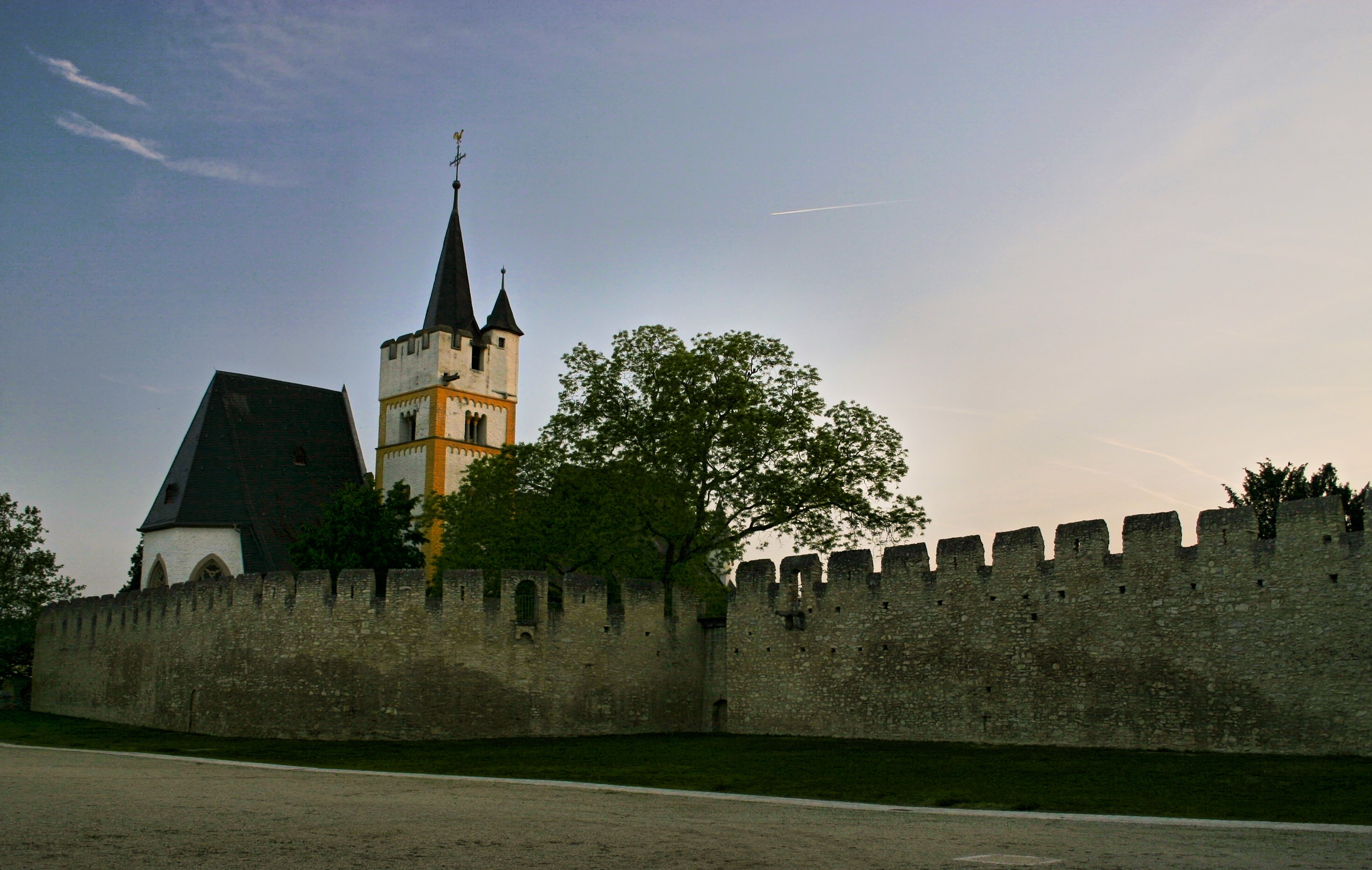
Die Burgkirche mit Ortsbefestigung

Die Heidelberger Kurfürsten führten ab 1556 die Reformation im Ingelheimer Grund ein. Zuerst lutherisch unter Ottheinrich, ab 1565 radikal reformiert unter Friedrich III. Durch den Wechsel der Wittelsbacher Zweige mit verschiedenen Konfessionen ergab sich im 17. Jahrhundert ein Nebeneinander und oft ein Gegeneinander der Konfessionen katholisch, lutherisch und kalvinistisch-reformiert. Umstritten war vor allem die Nutzung der Kirchen und ihrer Einkünfte durch Pfarrer und für den Schulunterricht. Nachdem eine Verordnung von 1698 zur gemeinsamen Benutzung der Kirchen (Simultaneum) keinen Konfessionsfrieden gebracht hatte, wurden in der Religions-Deklaration von 1705 Kirchen und Kirchengut zwischen Katholiken und Reformierten aufgeteilt. Die katholische Gemeinde von Nieder-Ingelheim erhielt St. Remigius, die evangelische Gemeinde die Kirchenruine der heutigen Saalkirche in der Kaiserpfalz. In Ober-Ingelheim bekamen die Reformierten die heutige Burgkirche, die Katholiken mussten sich (wie die zahlenmäßig wenigen Lutheraner) eine eigene Kirche in Ober-Ingelheim bauen, St. Michael. Jesuiten errichteten um 1737 in Nieder-Ingelheim ein Missionsgut. Die Mission bestand auch noch nach der Auflösung des Ordens bis zur Säkularisation des Kirchengutes in der französischen Zeit. Die Bibliothek des Gutes bestand aus 336 Werken.
Ende des 18. Jahrhunderts besetzten französische Revolutionstruppen Ingelheim, ihnen diente das Ingelheimer Gebiet bei Belagerungen von Mainz als Einquartierungs- und Versorgungsgebiet. Im Frieden von Campo Formio wurde 1797 beschlossen, dass das linksrheinische Gebiet des Heiligen Römischen Reichs an Frankreich fiel. Somit war der Ingelheimer Grund französisch. Auch die Sonderstellung des Grundes, die ein ganzes Jahrtausend Bestand hatte, war damit beendet.

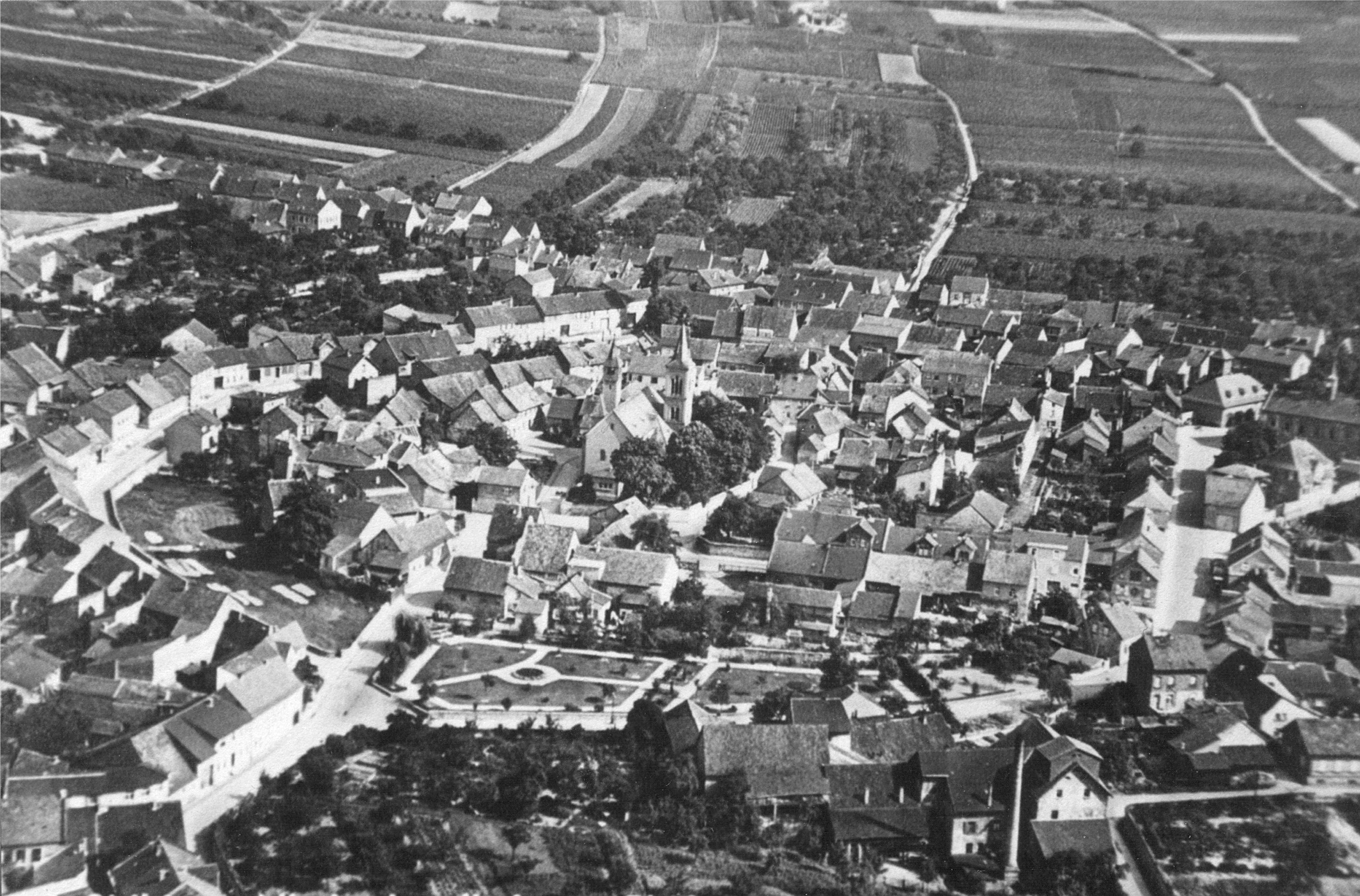
Luftbild Nieder-Ingelheims aus den 1930er Jahren

Die napoleonische Zeit ab 1804 brachte den Ingelheimer Orten in dem neu geschaffenen Kanton Oberingelheim im Département du Mont-Tonnerre, das nun zu Frankreich gehörte, einen gehörigen Modernisierungsschub. Eine neuzeitliche Verwaltung wurde eingeführt, der Ingelheimer Adel musste die Orte verlassen und eine moderne Besitzkultur etablierte sich.
Nach der Völkerschlacht bei Leipzig zogen sich die Franzosen wieder zurück, die Preußen und deren Verbündete überquerten 1814 den Rhein und beendeten damit die französische Vorherrschaft in diesem Gebiet. 1816 fielen die Ingelheimer Dörfer nach provisorischer bayerisch-österreichischer Verwaltung an das Großherzogtum Hessen (Hessen-Darmstadt) als Provinz Rheinhessen. Der Kanton Oberingelheim blieb vorerst bestehen, wurde aber 1835 aufgelöst und in den Kreis Bingen eingegliedert. Zeugnis der hessischen Verwaltungszeit ist das ehemalige hessische Amtsgericht im Neuweg. An der Revolution 1848/1849 beteiligten sich auch Ingelheimer Bürger. Beim Aufenthalt des späteren Kaisers und damaligen Prinzen Wilhelm I. am 12. Juni 1849 als Kommandierender der „Operationsarmee in Baden und in der Pfalz“ bei Ingelheim entging er nur knapp einem Attentat. Die Folge war, dass in den Ingelheimer Orten hessische und später preußische Truppen zwangseinquartiert wurden.
Die 1860er Jahre brachten die Industrialisierung, deren Zeugnisse vor allem in Nieder-Ingelheim noch zu sehen sind. Am 17. Oktober wurde die Eisenbahnstrecke zwischen Mainz und Bingen eingeweiht und Nieder-Ingelheim bekam einen Bahnhof, der damals schon Ingelheim hieß. Die Strecke wurde durch die Hessische Ludwigsbahn betrieben. Von den vielen Industriebetrieben des 19. Jahrhunderts ist nur das Familienunternehmen Boehringer Ingelheim übrig geblieben. Den preußisch-österreichischen Krieg (Hessen-Darmstadt stand wie Hessen-Kassel auf österreichischer Seite) 1866 überstand Ingelheim unbeschadet, wurde aber von preußischen Truppen besetzt, dieser Zustand war aber bereits Mitte 1866 wieder beendet.

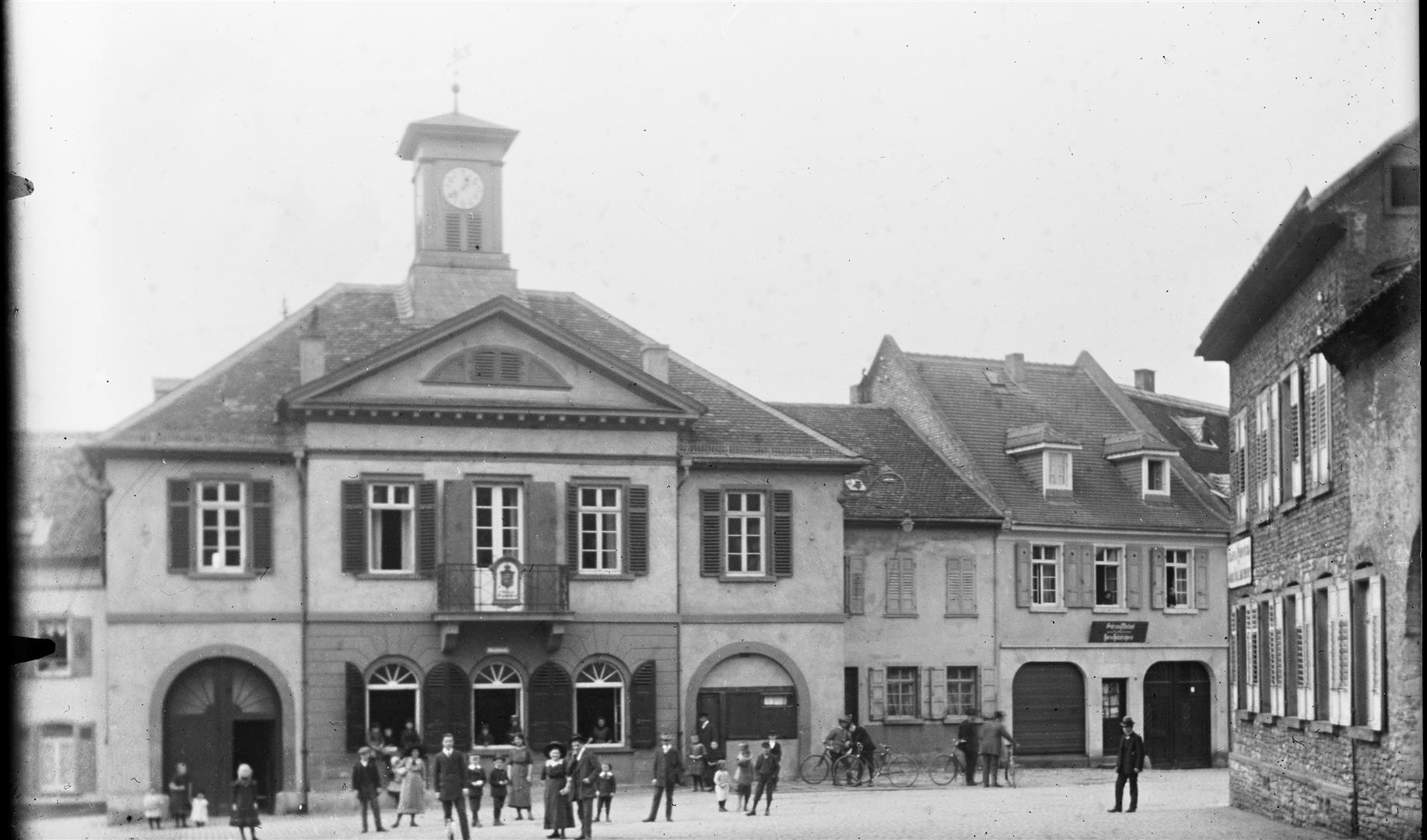
Rathaus mit Marktplatz in Ober-Ingelheim Anfang des 20. Jahrhunderts

Der neue nationale Geist des 1871 geschaffenen Kaiserreichs fand auch im Ingelheimer Gebiet Anklang. Zeugnis davon ist der Bismarckturm auf dem Westerberg auf Ober-Ingelheimer Gemarkung. 1911 wurde die Eisenbahnstrecke zwischen Frei-Weinheim und Partenheim in Betrieb genommen, das so genannte Zuckerlottche (Selztalbahn). Sie stellte 1955 den Betrieb ein, nur der kurze Abschnitt zwischen Frei-Weinheim und Nieder-Ingelheim wurde noch bis 1976 für den Güterverkehr genutzt. Nach dem Ersten Weltkrieg, der 288 Kriegsopfer forderte, waren auch die Ingelheimer Dörfer von der linksrheinischen Besetzung durch die Franzosen betroffen. 1925 gab es erste Diskussionen um die Zusammenlegung der Dörfer Ober-Ingelheim und Nieder-Ingelheim zur Stadt Groß-Ingelheim, die allerdings am Widerstand der Nieder-Ingelheimer Bevölkerung scheiterte.

### Nationalsozialismus und Stadterhebung
Nach der Machtergreifung Adolf Hitlers 1933 setzten die Nationalsozialisten alle Kommunalpolitiker ab und ersetzten sie durch eigene. Wie in anderen deutschen Städten und Orten wurden auch in den Ingelheimer Dörfern Teile der Bevölkerung verfolgt. Zuerst wurden Kommunisten ausgeschaltet, was dann über Andersdenkende, Sinti, Roma, Zeugen Jehovas, Sozialdemokraten und Separatisten schließlich in der Verfolgung jüdischer Bürger gipfelte. Erstmals gab es am 9. März 1933 bei Regimegegnern Hausdurchsuchungen durch SA und SS. 1935 wurde mit Regelungen zur Abwehr jüdischen Einflusses den Juden in den Ingelheimer Orten fast zeitgleich der Zuzug und die Benutzung gemeindlicher Einrichtungen verboten. Besuche von Juden waren unerwünscht, sie wurden durch Schilder gekennzeichnet. Bei den Novemberpogromen 1938 wurde die Ober-Ingelheimer Synagoge zerstört. 73 Juden aus Ingelheim wurden bis Kriegsende in Konzentrationslager deportiert.
Am 1. April 1939 wurden die bis dahin eigenständigen Gemeinden Frei-Weinheim, Nieder-Ingelheim und Ober-Ingelheim durch den Reichsstatthalter Jakob Sprenger zur Stadt Ingelheim am Rhein vereinigt. Zunächst hatten die Ober-Ingelheimer Ratsherren eine ablehnende Haltung gegen eine Zusammenlegung, sie sahen bei einer Beratung am 28. Juli 1938 zunächst keine Vorteile der Zusammenlegung, sondern eher finanzielle Belastungen. Auch der Nieder-Ingelheimer Gemeinderat stimmte am 28. September 1929 mit großer Mehrheit gegen einen Zusammenschluss. Trotzdem erließ Jakob Sprenger im Dezember den Zusammenschluss unter folgendem Wortlaut:

„An dem fruchtbaren Nordrand des rheinischen Hügellandes liegen seit alters her im Schutze einer mächtigen Kaiserpfalz Ober-Ingelheim und Nieder-Ingelheim, weitbekannt durch den Fleiß ihrer Winzer. Diese Gemeinden sind mit dem Orte Frei-Weinheim am Ufer des Rheines allmählich zu einer Einheit zusammengewachsen. Im siebenten Jahr der Regierung unseres Führers und Reichskanzlers Adolf Hitler ist die Zeit gekommen, diese Ortschaften zu einem lebenskräftigen Gemeinwesen zusammenzuschließen. Die neue Stadt soll zum Nutzen des Deutschen Volkes und zum Wohle ihrer Arbeiter und Bauern einer neuen größeren Zukunft entgegen gehen. Auf Grund der Deutschen Gemeindeordnung vom 30. Januar 1935 bestimme ich deshalb, was folgt: 1. Die Gemeinden Ober-Ingelheim, Nieder-Ingelheim und Frei-Weinheim im Kreis Bingen werden mit Wirkung vom 1. April 1939 zu einer neuen Gemeinde vereinigt. 2. Dieser Gemeinde verleihe ich Stadtrechte und gebe ihr den Namen Stadt Ingelheim am Rhein. 3. Das bestehende Ortsrecht bleibt in seinem bisherigen Geltungsbereich bis zum 30. September 1939 in Kraft, soweit es nicht schon früher geändert wird. 4. Die Wohnung oder der Aufenthalt in den Gemeinden Ober-Ingelheim, Nieder-Ingelheim und Frei-Weinheim gilt als Wohnung oder Aufenthalt in der Stadt Ingelheim am Rhein. 5. Die Amtszeit der ehrenamtlichen Bürgermeister, Beigeordneten und Gemeinderäte der Gemeinden Ober-Ingelheim, Nieder-Ingelheim und Frei-Weinheim endigt mit dem 31. März 1939. Die Bestellung des Bürgermeisters der Stadt Ingelheim behalte ich mir vor. Die Beigeordneten und Gemeinderäte der Stadt Ingelheim am Rhein werden zum 1. April 1939 durch die zuständigen Stellen berufen.
Darmstadt, den 14. Dezember 1938. Der Reichsstatthalter in Hessen Sprenger Gauleiter von Hessen-Nassau“

| Staat                       | Verwaltungseinheit           | Zugehörigkeit |
| --------------------------- | ---------------------------- | ------------- |
| Heiliges Römisches Reich    | Kurpfalz                     | 1648–1797     |
| Erste Französische Republik | Département du Mont-Tonnerre | 1797–1804     |
| Erstes Kaiserreich          | Département du Mont-Tonnerre | 1804–1816     |
| Großherzogtum Hessen        | Provinz Rheinhessen          | 1816–1871     |
| Deutsches Reich             | Großherzogtum Hessen         | 1871–1918     |
| Deutsches Reich             | Volksstaat Hessen            | 1918–1933     |
| Deutsches Reich             | Volksstaat Hessen            | 1933–1945     |
| Deutschland                 | Französische Besatzungszone  | 1945–1946     |
| Deutschland                 | Rheinland-Pfalz              | 1946–1949     |
| Bundesrepublik Deutschland  | Rheinland-Pfalz              | seit 1949     |

Zum ersten Bürgermeister nach der Stadterhebung wurde Franz Bambach (NSDAP) ernannt. Schon kurz nach der Stadterhebung wurde das Gebiet zwischen Bahnhofstraße und Binger Straße als zukünftiges Stadtzentrum beschlossen.
Am Ende des Zweiten Weltkrieges blieb Ingelheim dank des später hingerichteten Volkssturmkommandanten Hermann Berndes, der die Verteidigung der Stadt gegen die vorrückenden US Army (Armee der Vereinigten Staaten Amerikas) im März 1945 ablehnte, von größeren Zerstörungen verschont. Im Verlauf des Krieges kam es nur zu einzelnen verirrten Bombenabwürfen und gezielten Jagdbomberangriffen. Am 20. März 1945 war der Krieg für Ingelheim beendet, als die 90. Division der US-Army aus südwestlicher Richtung kommend, die Stadt fast kampflos einnahm. Größeren Widerstand gab es an der Kreuzung Neuweg und Aufhofstraße, an der eine Panzersperre errichtet worden war, die allerdings nicht mehr geschlossen wurde. Dort starben zwei deutsche Soldaten. Durch amerikanischen Artilleriebeschuss starben drei Zivilisten in Ober-Ingelheim vor dem Eindringen der US-Division. Ingelheim hatte rund 600 Gefallene zu beklagen. Viele Flüchtlinge aus dem zerbombten Mainz erforderten einen verstärkten Wohnungsbau in Ingelheim. Am 10. Juni lösten französische Besatzungstruppen die US-Truppen ab.

### Nachkriegszeit

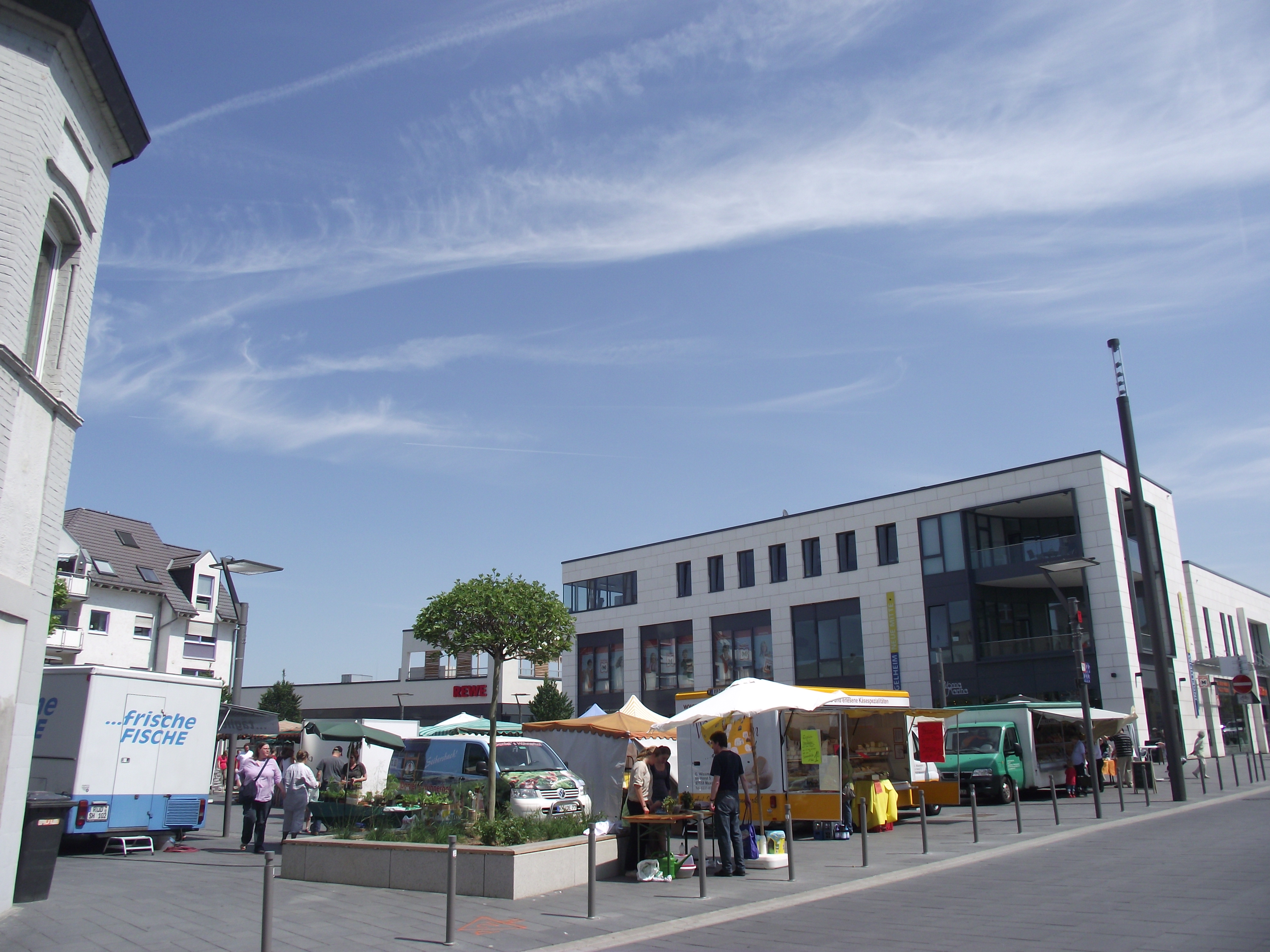
Einkaufszentrum Neue Mitte Ingelheim

Nach 1946 wurde Ingelheim Teil des neu geschaffenen Landes Rheinland-Pfalz. Die Stadt gehörte bis 1969 zum Landkreis Bingen. Am 15. Januar 1947 stimmten die demokratisch gewählten Parteien für den Fortbestand der Zusammenlegung der ehemals eigenständigen Orte zur Stadt Ingelheim am Rhein.
Bedingt durch die Industrialisierung und die Kriegsflüchtlinge wurde in den 1950er Jahren der Wohnungsbau verstärkt. Die ehemals bäuerlich geprägten Dörfer Nieder- und Ober-Ingelheim wuchsen bis zur Mitte des 20. Jahrhunderts fast völlig zusammen. Die Nachkriegszeit in Ingelheim war geprägt von Wachstum und Entwicklung einer gesamtstädtischen Identität. Da die noch junge Stadt, bedingt durch ihre Zusammenlegung von verschiedenen Dörfern, am Anfang noch de facto über kein Stadtzentrum verfügte, wurde dieses Zentrum erst im Laufe der Jahrzehnte nach dem Zweiten Weltkrieg im Bereich des Bahnhofs des Stadtteils Nieder-Ingelheim entwickelt. Als städtischen Mittelpunkt wurde bei der Stadtgründung 1939 die Kreuzung der Binger Straße und der Bahnhofstraße bestimmt, die in der Nähe zum Bahnhof liegt. Mit der Verlegung der Stadtverwaltung 1982, die sich damit dem chronischen Platzmangel, der schon seit 1939 im Alten Rathaus bestand, entzieht, in die Nähe des Bahnhofs war der erste größere Schritt zur Entwicklung des Stadtzentrums getan. Zudem wurde in der unmittelbaren Nachbarschaft des Neuen Rathauses ein Einkaufszentrum (Marktzentrum) erbaut, womit dieser Komplex die Bezeichnung Neuer Markt erhielt.
1969 entstand der Landkreis Mainz-Bingen, in dem der Landkreis Bingen aufging. Kreisstadt war zunächst Mainz. Am 22. April 1972 wurde das südliche Nachbardorf Großwinternheim eingemeindet. Der Stadtteil besitzt heute noch einen Ortsbeirat und Ortsvorsteher. 1973 erhielt die Stadt durch eine Änderung der Gemeindeordnung von Rheinland-Pfalz den Status einer großen kreisangehörigen Stadt. Der Leiter der Stadtverwaltung und Vorsitzende des Stadtrates erhielt die Amtsbezeichnung Oberbürgermeister.

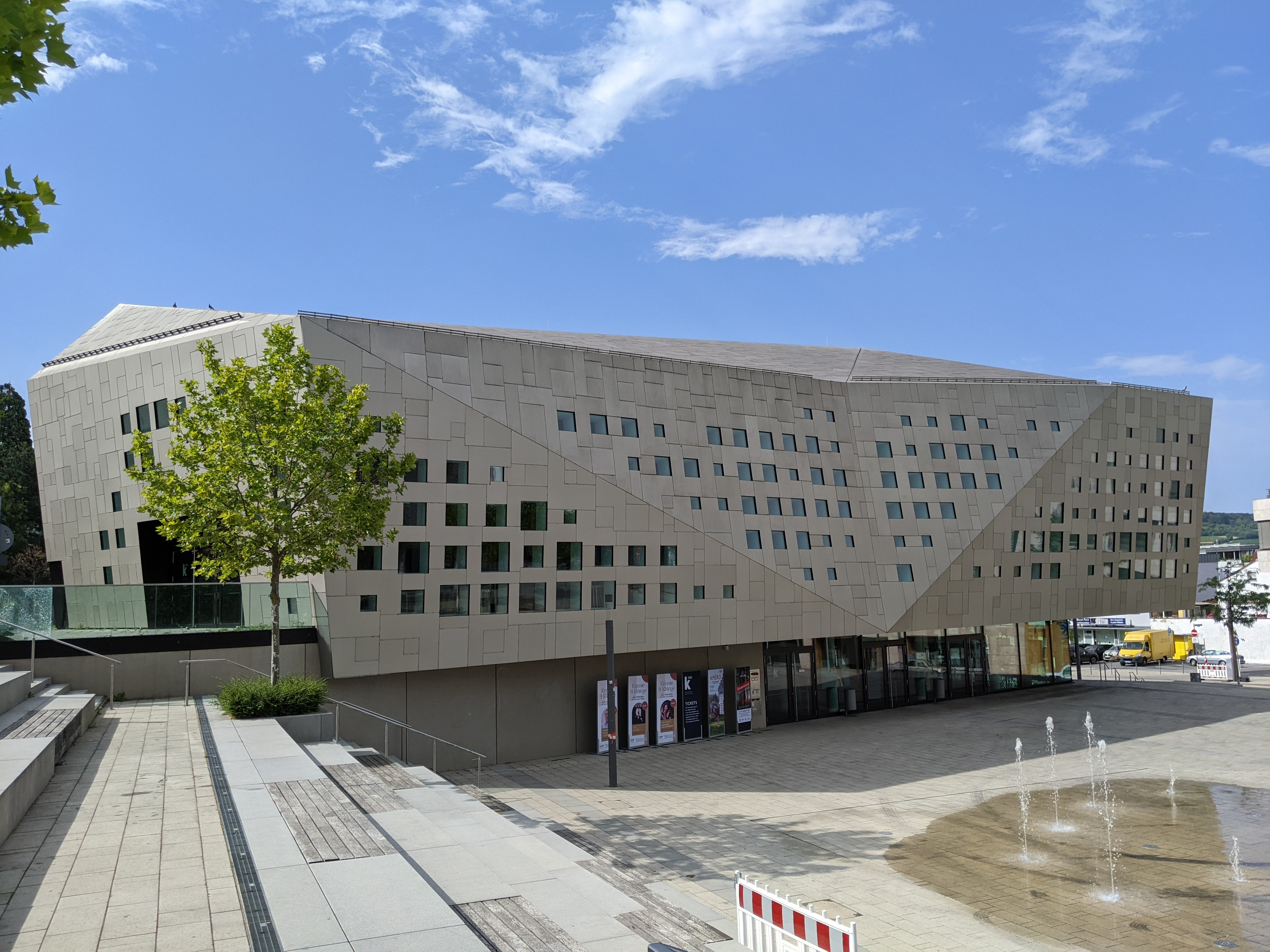
KING – Kultur- und Kongresshalle

1996 wurde der Sitz der Kreisverwaltung von Mainz nach Ingelheim verlegt. Mit dem Umbau des Bahnhofumfeldes 2003 begann der nächste Entwicklungsschritt des ingelheimer Stadtzentrums, dessen Kernprojekt, das Einkaufszentrum Neue Mitte, im November 2011 eröffnet wurde. 2014 begann der Abriss des Einkaufszentrums Marktzentrum am Neuen Markt. Auf dessen Areal sind die Kultur- und Veranstaltungshalle kING (siehe kulturelle Einrichtungen) und das neue Weiterbildungszentrum Ingelheim entstanden. Die untere Bahnhofstraße und die Binger Straße sind in einen verkehrsberuhigten Bereich umgebaut worden. Kleinere Bauprojekte wie der Umbau der alten Karlspassage und das Areal um den Friedrich-Ebert-Platz entstanden.
Im Zusammenhang mit der Kommunalreform in Rheinland-Pfalz wurde ab 2012 eine Eingemeindung von Heidesheim und Wackernheim diskutiert. Diesbezügliche Verhandlungen wurden zunächst Anfang 2012 vom Stadtrat abgelehnt, aber im Juni 2013 wurde einstimmig beschlossen, mit diesen Gemeinden zu verhandeln. Im Dezember beschloss das Innenministerium Rheinland-Pfalz, das Gesetz zur Zwangsfusion von Budenheim mit der Verbandsgemeinde Heidesheim zur Verbandsgemeinde Budenheim auszusetzen, um der Stadt Ingelheim und der Verbandsgemeinde Heidesheim die Chance einer Eingemeindung zu geben. Diese musste bis zum Jahr 2019 zustande kommen, ansonsten wäre das Gesetz zur Bildung der Verbandsgemeinde Budenheim in Kraft getreten.
In einem Bürgerentscheid am 8. November 2015 stimmten die Ingelheimer mit 71,31 % Ja-Stimmen für eine Eingemeindung der Ortsgemeinde Heidesheim nach Ingelheim. Ein Bürgerentscheid in Heidesheim, der bereits am 11. Oktober 2015 beendet wurde, ergab 94,13 % Zustimmung. Am 28. Januar 2016 stimmte der Gemeinderat in Wackernheim ebenfalls für eine Eingemeindung nach Ingelheim. Die Eingemeindung beider Gemeinden erfolgte am 1. Juli 2019.

### Religionen

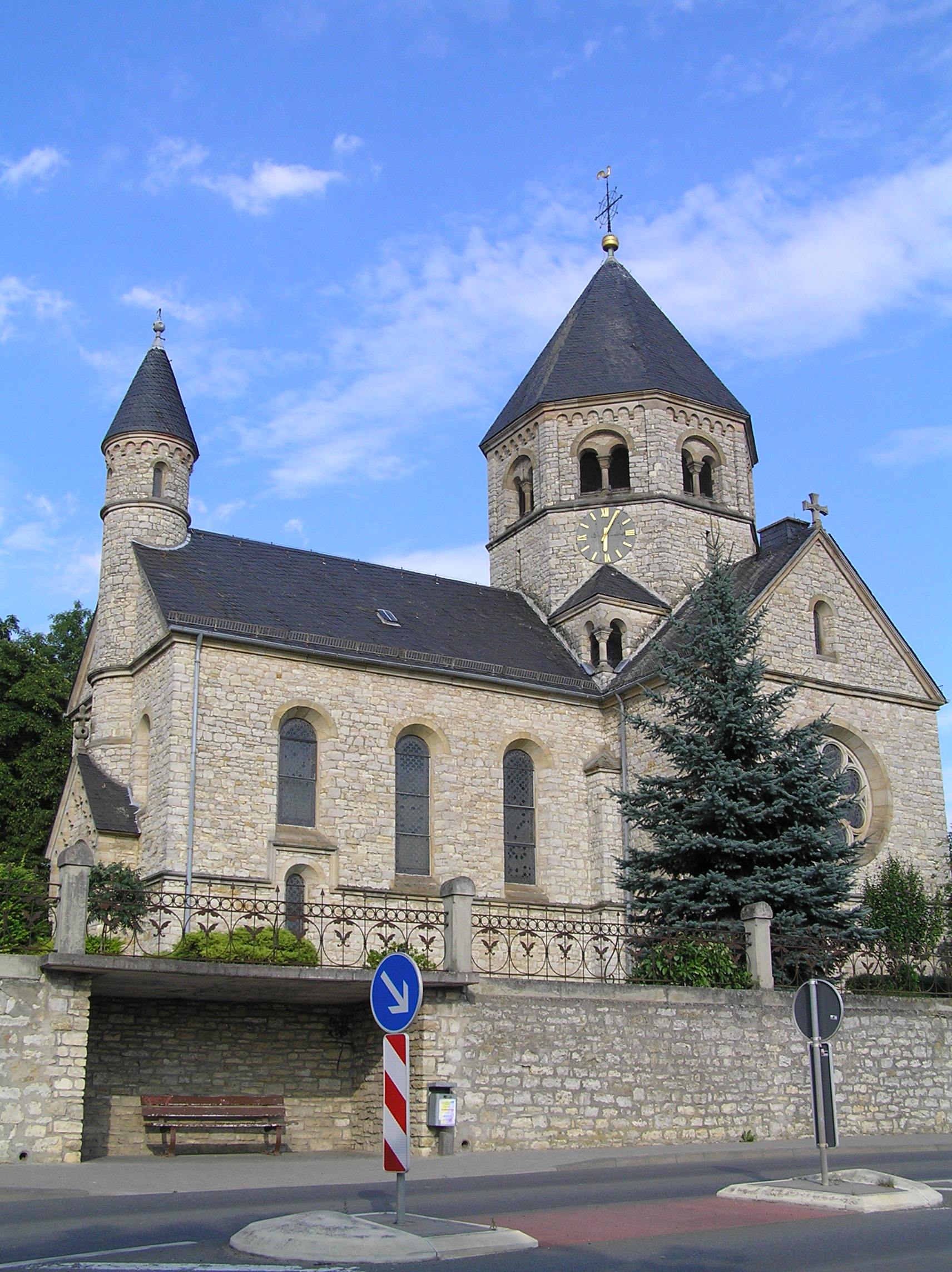
Der evangelische Selztaldom im Stadtteil Großwinternheim

Im Jahre 2008 waren 35 Prozent der Einwohner evangelisch und 33 Prozent katholisch, 26 Prozent waren konfessionslos, zu einem Prozent gibt es keine Angaben. Die das gesamte Stadtgebiet umfassende katholische Pfarrei „St. Maria Magdalena“ gehört zur Region Rheinhessen im Bistum Mainz. Die vier evangelischen Kirchengemeinden der Evangelischen Kirche in Hessen und Nassau gehören zum Dekanat Ingelheim-Oppenheim in der Propstei Rheinhessen-Nassauer Land. Daneben gibt es in Ingelheim eine evangelisch-freikirchliche Gemeinde der Baptisten, eine freireligiöse und eine Gemeinde der Zeugen Jehovas.
In Ingelheim gibt es eine islamische Gemeinde, die anfangs in einem ehemaligen Geschäftshaus in der Bahnhofstraße in Ober-Ingelheim ihre Gebetsräume hatte. Die Fatih Sultan Camii mit einem Kulturzentrum wurde 2008 eröffnet.
Bis 1942 bestand die jüdische Gemeinde Ingelheim, deren Entstehung in das 16. Jahrhundert zurückging. Um 1850 lebten in Ober-Ingelheim etwa 200 Juden, 1933 gab es in Ober- und Nieder-Ingelheim noch insgesamt 134. 1840/41 wurde in der Stiegelgasse eine architekturgeschichtlich bedeutende Synagoge im orientalistischen Stil erbaut und am 27. August 1841 eingeweiht. Während der Novemberpogrome 1938 wurde sie zerstört. Zahlreiche jüdische Einwohner kamen im Holocaust nach den Deportationen in den Konzentrationslager ums Leben. Seit dem Zweiten Weltkrieg gibt es in Ingelheim am Rhein keine jüdische Gemeinde mehr, nur vier Friedhöfe sind erhalten geblieben.

### Konfessionsstatistik
Gemäß der Volkszählung in der Europäischen Union 2011 waren 33,5 % der Einwohner evangelisch, 32,4 % römisch-katholisch und 34,1 % waren konfessionslos, gehörten einer anderen Glaubensgemeinschaft an oder machten keine Angabe. Der Anteil der evangelischen und katholischen Kirchenmitglieder an der Gesamtbevölkerung ist seitdem gesunken. Ende Mai 2025 hatten 25,3 % der Einwohner die katholische Konfession und 21,3 % die evangelische. 53,4 % gehörten entweder einer anderen Glaubensgemeinschaft an oder waren konfessionslos.

### Einwohnerstatistik
Zu Beginn der Industrialisierung wuchsen die Einwohnerzahlen der einzelnen Dörfer, besonders in Nieder-Ingelheim, bis zur Stadtgründung 1939 stetig. Nach dem Zweiten Weltkrieg ließen sich zudem viele Flüchtlinge aus den umliegenden ausgebombten Städten (Mainz, Bingen) im damals nahezu unzerstörten Ingelheim nieder. Die Einwohnerzahl stieg in der Nachkriegszeit vom Jahr 1945 mit 11.348 Einwohnern auf 15.078 Einwohner im Jahr 1955 an. Nach der Bebauung von Ingelheim-West und der Eingemeindung von Großwinternheim stieg die Zahl in den folgenden Jahrzehnten auf über 25.000 Einwohner. Mit der Eingemeindung von Heidesheim und Wackernheim im Jahr 2019 wuchs die Bevölkerung noch einmal um rund 10.000 auf 35.000 Einwohner.
Der ausländische Anteil der Bevölkerung beträgt (Stand 1. Januar 2019) 3590 Personen aus 109 Nationen. Davon sind 388 polnischer und 350 syrischer Herkunft, sie stellen den größten Anteil dar. Hinzu kommen 322 Personen türkischer, 194 bosnischer und 188 italienischer Herkunft. Der übrige Anteil der Bürger mit ausländischer Herkunft beträgt 2148.

Ingelheim von 1815 bis 1939 vor der Stadtwerdung (blau: Gesamt; rot: Nieder-Ingelheim; grün: Ober-Ingelheim; gelb: Frei-Weinheim; magenta: Großwinternheim). Daten wie in nebenstehender Tabelle.

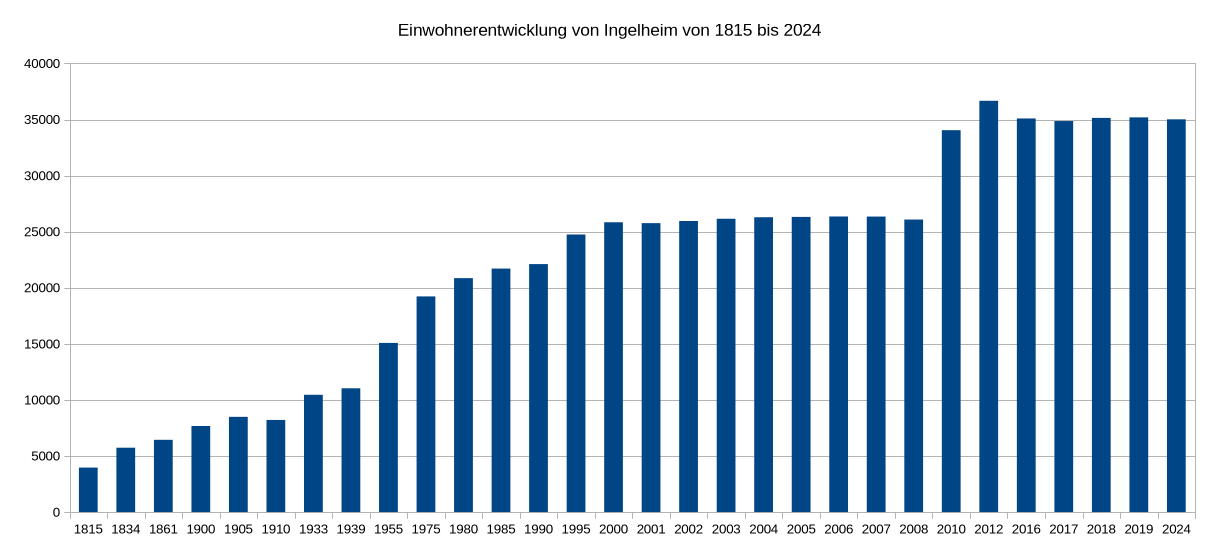
Einwohnerentwicklung von Ingelheim zwischen 1815 und 2024. Die Daten bis 1939 entsprechen der Spalte 'Gesamt' der Tabelle 'Vor der Stadtwerdung' und die Daten ab 1939 entsprechen der Tabelle 'Nach der Stadtwerdung'.

| Jahr | Nieder-Ingelheim | Ober-Ingelheim | Frei-Weinheim | Großwinternheim | Gesamt |
| ---- | ---------------- | -------------- | ------------- | --------------- | ------ |
| 1815 | 1.360            | 1.738          | 192           | 677             | 3.967  |
| 1834 | 2.130            | 2.371          | 439           | 797             | 5.737  |
| 1861 | 2.352            | 2.673          | 606           | 811             | 6.442  |
| 1900 | 3.435            | 3.402          | 838           |                 | 7.675  |
| 1905 | 3.435            | 3.402          | 838           | 814             | 8.489  |
| 1910 | 3.852            | 3.479          | 882           |                 | 8.213  |
| 1933 | 5.157            | 4.116          | 1.183         |                 | 10.456 |
| 1939 | 5.526            | 4.309          | 1.200         |                 | 11.035 |

| Jahr | Einwohner |
| ---- | --------- |
| 1939 | 11.035    |
| 1955 | 15.078    |
| 1975 | 19.224    |
| 1980 | 20.855    |
| 1985 | 21.712    |
| 1990 | 22.111    |
| 1995 | 24.747    |
| 2000 | 25.840    |

| Jahr | Einwohner |
| ---- | --------- |
| 2001 | 25.764    |
| 2002 | 25.954    |
| 2003 | 26.153    |
| 2004 | 26.289    |
| 2005 | 26.319    |
| 2006 | 26.355    |
| 2007 | 26.350    |
| 2008 | 26.082    |

| Jahr | Einwohner |
| ---- | --------- |
| 2010 | 34.051    |
| 2012 | 36.672    |
| 2016 | 35.095    |
| 2017 | 34.867    |
| 2018 | 35.146    |
| 2019 | 35.193    |
| 2024 | 35.016    |

## Politik

### Stadtverwaltung

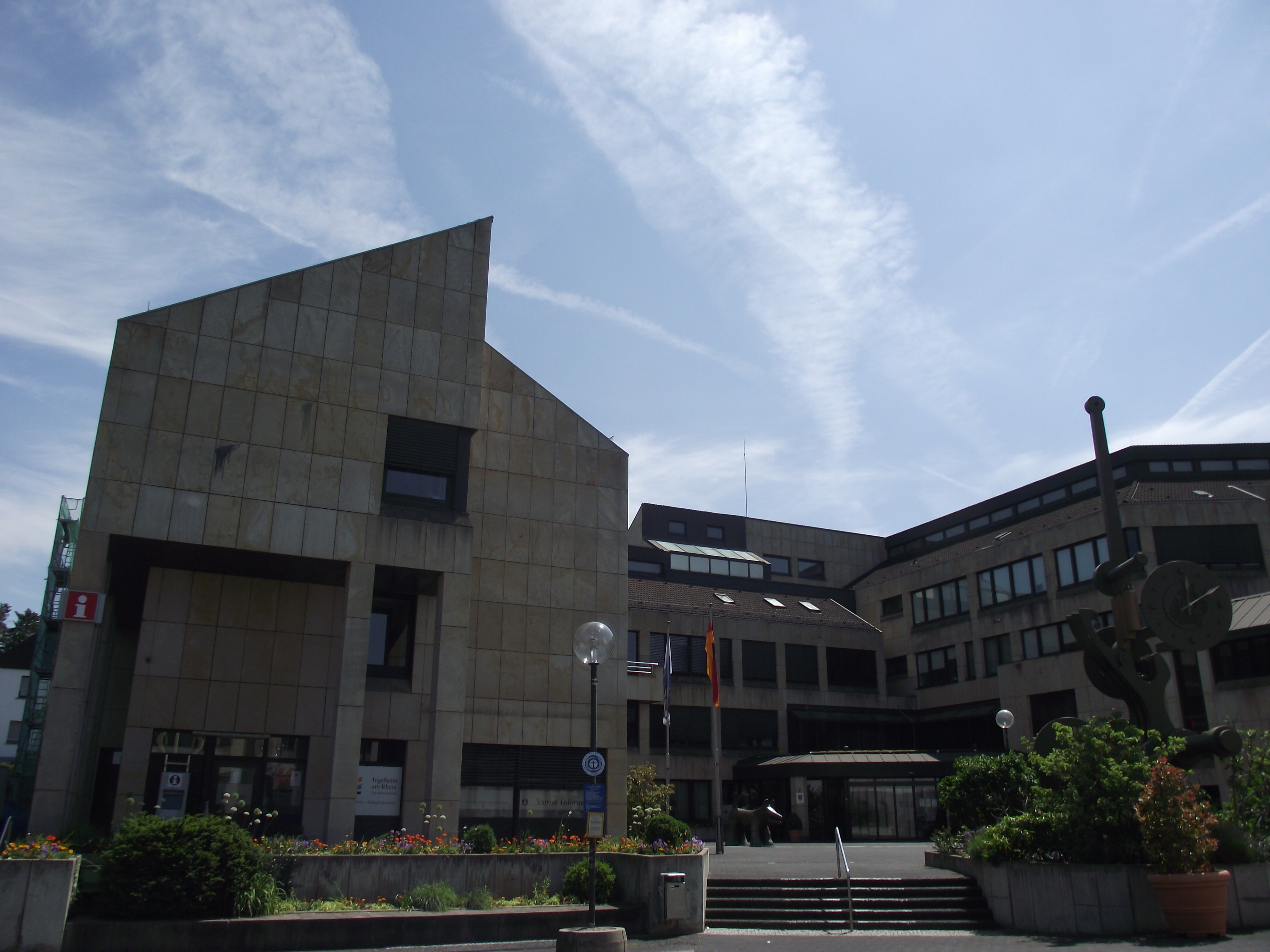
Das neue Rathaus in Ingelheim

Die Politik wird seit 1982 im neuen Rathaus am Fridtjof-Nansen-Platz, ehemals Neuer Markt, gelenkt. Davor war der Sitz der Stadtverwaltung das alte Rathaus in Nieder-Ingelheim. Das Neue Rathaus wurde im Zuge der Umgestaltung des Neuen Marktes bis Ende 2017 erweitert und modernisiert. Darunter wurden auch Abteilungen in einen neuen Erweiterungsbau an die Gartenfeldstraße gegenüber verlegt. Die Tourismusinformation befindet sich jetzt im Winzerkeller.

### Stadtrat
Der Stadtrat in Ingelheim besteht aus 40 Mitgliedern, die bei der Kommunalwahl am 9. Juni 2024 in einer personalisierten Verhältniswahl gewählt wurden, und dem hauptamtlichen Oberbürgermeister als Vorsitzendem. Aufgrund der Besonderheiten des rheinland-pfälzischen Wahlsystems bei den Kommunalwahlen (personalisierte Verhältniswahl) sind die in der Graphik dargestellten prozentualen Stimmanteile als „gewichtete Ergebnisse“ ausgewiesen, welche das Wahlverhalten nur rechnerisch wiedergeben. Bei 27.481 wahlberechtigten Bürgern lag die Wahlbeteiligung bei 64,3 %. Die CDU wurde stärkste Fraktion mit 13 Sitzen – gefolgt von der SPD mit 11 Sitzen. Die weitere Sitzverteilung im Stadtrat:
| Partei | Sitze 2024 | Sitze 2019 | Sitze 2014 | Sitze 2009 | Sitze 2004 |
| ------ | ---------- | ---------- | ---------- | ---------- | ---------- |
| CDU    | 13         | 11         | 12         | 11         | 13         |
| SPD    | 11         | 13         | 12         | 9          | 11         |
| Grüne  | 7          | 8          | 5          | 4          | 4          |
| FWG    | 6          | 4          | 3          | 5          | 2          |
| FDP    | 2          | 2          | 1          | 3          | 2          |
| Linke  | 1          | 1          | –          | –          | –          |
| BLH 1  | –          | 1          | –          | –          | –          |
| FBI 2  | –          | –          | 3          | 4          | 4          |

Zusätzlich gibt es im Stadtteilen Großwinternheim, Heidesheim und Wackernheim jeweils einen Ortsbeirat mit einem Ortsvorstand. Die Hauptprojekte der Stadtpolitik der nächsten Jahre sind die Entwicklung der Ingelheimer Innenstadt sowie die Verbesserung der Infrastruktur.

### Liste der (Ober-)Bürgermeister
Während zwischen 1939 und 1972 die Einwohnerzahl die Grenze zum Oberbürgermeisteramt nicht überstieg, gibt es seit 1972 das Amt des Oberbürgermeisters. Wahlvorschläge für das Amt des Oberbürgermeisters können von Parteien, Wählergruppen und Einzelbewerbern eingereicht werden. Am 28. August 2011 wurde der bisherige Bürgermeister Ralf Claus (SPD) zum hauptamtlichen Oberbürgermeister gewählt, er trat sein Amt am 16. Januar 2012 an. Bei der Kommunalwahl am 26. Mai 2019 wurde er mit einem Stimmenanteil von 55,60 % bestätigt. Hauptamtliche Bürgermeisterin, die vom Stadtrat gewählt wurde, ist seit 1. März 2012 Eveline Breyer (CDU). Komplettiert wird der Stadtvorstand von einer hauptamtlichen Beigeordneten, dies ist derzeit Christiane Döll (Grüne).
| Name                                     | Partei                                   | Funktion                                 | Regierungszeit                           |
| Zeit des Nationalsozialismus (1939–1945) | Zeit des Nationalsozialismus (1939–1945) | Zeit des Nationalsozialismus (1939–1945) | Zeit des Nationalsozialismus (1939–1945) |
| ---------------------------------------- | ---------------------------------------- | ---------------------------------------- | ---------------------------------------- |
| Franz Bambach                            | NSDAP                                    | Bürgermeister                            | 1939–1945                                |
| Alliierte Verwaltung (1945–1949)         |                                          |                                          |                                          |
| Georg Schick                             | Parteilos                                | Bürgermeister unter US-Kontrolle         | April–Juni 1945                          |
| Georg Rückert                            | SPD                                      | Bürgermeister unter US-Kontrolle         | 1945–1948                                |
| Bis zur Gebietsreform (1949–1972)        |                                          |                                          |                                          |
| Heinz Brühne                             | SPD                                      | Bürgermeister                            | 1949–1956                                |
| Heinz Kühn                               | Ingelheim                                | Bürgermeister                            | 1957–1966                                |
| Hans-Ulrich Oehlschlägel                 | SPD                                      | Bürgermeister                            | 1966–1972                                |
| Nach der Gebietsreform (seit 1972)       |                                          |                                          |                                          |
| Hans-Ulrich Oehlschlägel                 | SPD                                      | Oberbürgermeister                        | 1972–1975                                |
| Anno Vey                                 | CDU                                      | Oberbürgermeister                        | 1975–1995                                |
| Joachim Gerhard                          | CDU                                      | Oberbürgermeister                        | 1995–2012                                |
| Ralf Claus                               | SPD                                      | Oberbürgermeister                        | seit 2012                                |

### Wahlkreise
Die Stadt Ingelheim gehört bei Bundestagswahlen zum Wahlkreis 204 Mainz (bis 2021 Wahlkreis 205), der neben Ingelheim und dem gesamten westlichen Gebiet des Landkreises Mainz-Bingen noch die Landeshauptstadt Mainz umfasst. Bei der Bundestagswahl 2025 gewann Ursula Groden-Kranich (CDU) zwar die meisten Erststimmen, zog aufgrund der 2023 beschlossenen Wahlrechtsreform dennoch nicht in den Bundestag ein. Aus dem Bundestagswahlkreis Mainz gehört Daniel Baldy (SPD) dem Deutschen Bundestag an, er hatte das Direktmandat in der vorherigen Legislatur ab 2021 inne.
Auf Landesebene gehört Ingelheim zum Wahlkreis 31 Ingelheim am Rhein; dieser umfasst derzeit die Stadt Ingelheim am Rhein sowie Budenheim und die Verbandsgemeinde Nieder-Olm. Seit der Landtagswahl in Rheinland-Pfalz 2011 hatte Dorothea Schäfer (CDU) das Direktmandat inne. Nachdem sie 2017 Landrätin des Kreises Mainz-Bingen geworden und damit aus dem Landtag ausgeschieden war, rückte Thomas Barth für Schäfer nach. Bei der Landtagswahl 2021 gewann Nina Klinkel (SPD) das Direktmandat gegen Barth; dieser zog aber über die CDU-Landesliste wieder in den Landtag ein.

### Wappen, Stadtfahne und Logo
|                       |  |
| Stadtfahne und Wappen |  |

| | Blasonierung: „Das Stadtwappen zeigt einen schwarzen, aufgerichteten, und rotbewehrten Adler mit gespreizten Flügeln und Fängen, mit roter Zunge und roten Krallen auf weißem Feld.“ |
| Wappenbegründung: Das Wappen ist seit der Stadtgründung 1939 im Gebrauch und wurde von der hessischen Regierung mit der Urkunde vom 1. April 1939 bestätigt. Es zeigt den Reichsadler, einen schwarzen, rot bewehrten und bezungten Adler auf silbernem (weißen) Grund. Die Herkunft des Wappens erklärt sich durch die Reichsunmittelbarkeit des Ingelheimer Grundes. Für das heutige gesamtstädtische Wappen wurde das Wappen von Ober-Ingelheim als Vorbild genommen, das sehr große Ähnlichkeit aufweist. Die Stadtfahne ist zweistreifig in den Stadtfarben Rot und Weiß gehalten und mit dem Ingelheimer Wappen versehen. Es gibt auch eine Ausführung ohne Wappen. Die Fahne wird seit dem Jahr 1939 geführt. | |

Die Stadtteile führten in ihrer Eigenständigkeit Wappen, die heute teilweise noch inoffiziell im Gebrauch sind. Aufgrund der historischen Zugehörigkeit zu Nieder-Ingelheim besitzt Sporkenheim kein eigenes Wappen, genauso wie Ingelheim-West, das erst in den 1960ern entstand. Da sie aber in ehemaliger Nieder-Ingelheimer Gemarkung liegen, haben sie de facto dasselbe Wappen wie Nieder-Ingelheim.

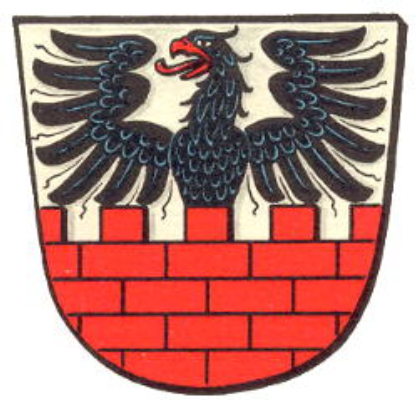
Nieder-Ingelheim
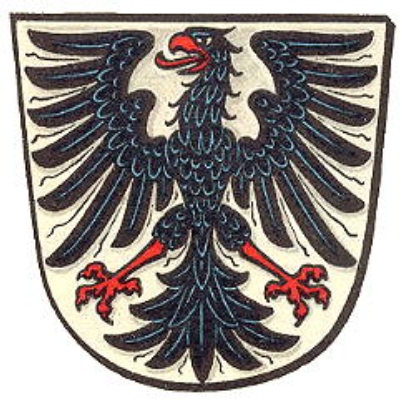
Ober-Ingelheim
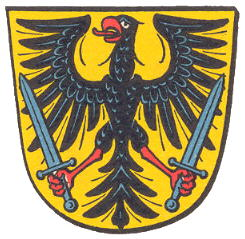
Frei-Weinheim
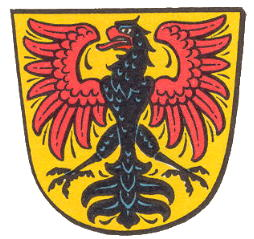
Großwinternheim
Heidesheim
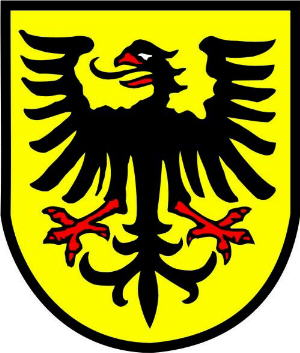
Wackernheim

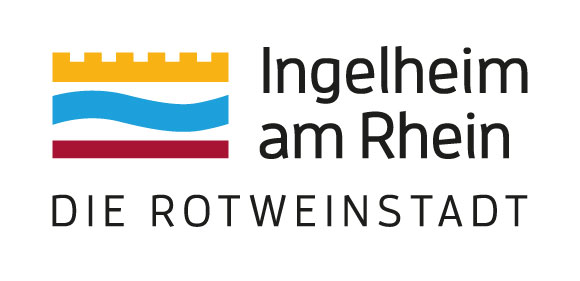
Logo der Stadt Ingelheim am Rhein

Zusätzlich wurde 2008 ein offizielles Logo eingeführt, dabei stehen die Zinnen für die historischen Stätten in Nieder und Ober-Ingelheim sowie steht jede einzelne Zinne für einen Stadtteil (sechs Zinnen für sechs Stadtteile). Der blaue, geschwungene Balken sollte die Lage am Rhein symbolisieren. Abgeschlossen wird das Logo mit einem roten Balken, der für den Rotweinanbau steht. Entworfen wurde das Logo von der Werbeagentur Consell GmbH in Frankfurt. 2015 wurde der Schriftzug von der Firma INCOM Kommunikation & Design in Ingelheim überarbeitet um eine bessere Leserlichkeit zu gewährleisten. Seit dieser Überarbeitung wird für eine kleinere Darstellung zum Beispiel auf Broschüren, auf den Schriftzug „Die Rotweinstadt“ verzichtet.

### Städtepartnerschaften und Patenschaften
Erste Partnerstadt wurde im Mai 1963 auf Vorschlag des damaligen Präsidenten des Freundschaftskreises Rheinland-Pfalz, Dr. Max Schröder, Autun in Frankreich. Im selben Jahr wurde auch die Partnerschaft mit Stevenage in Großbritannien besiegelt. Am 24. Oktober 1975 wurden die Partnerschaften zwischen Ingelheim, Autun und Stevenage zu einer Dreierpartnerschaft erweitert. 1984 kam San Pietro in Italien und 2002 Nysa in Polen dazu. Darüber hinaus bestehen zu dem Berliner Stadtbezirk Friedrichshain-Kreuzberg seit 1971 sowie zu der ostdeutschen Stadt Limbach-Oberfrohna in Sachsen seit 1990 zwei deutsche Partnerschaften. Wegen der lebendigen Zusammenarbeit mit seinen Partnerstädten wurde Ingelheim mit der Verleihung der Europafahne durch das Europaparlament 1983 in Straßburg geehrt. 2019 übernahm man mit Auxonne in Frankreich, Daix aus Frankreich und Roncà aus Italien neue Partnerstädte aus der ehemaligen Verbandsgemeinde Heidesheim.

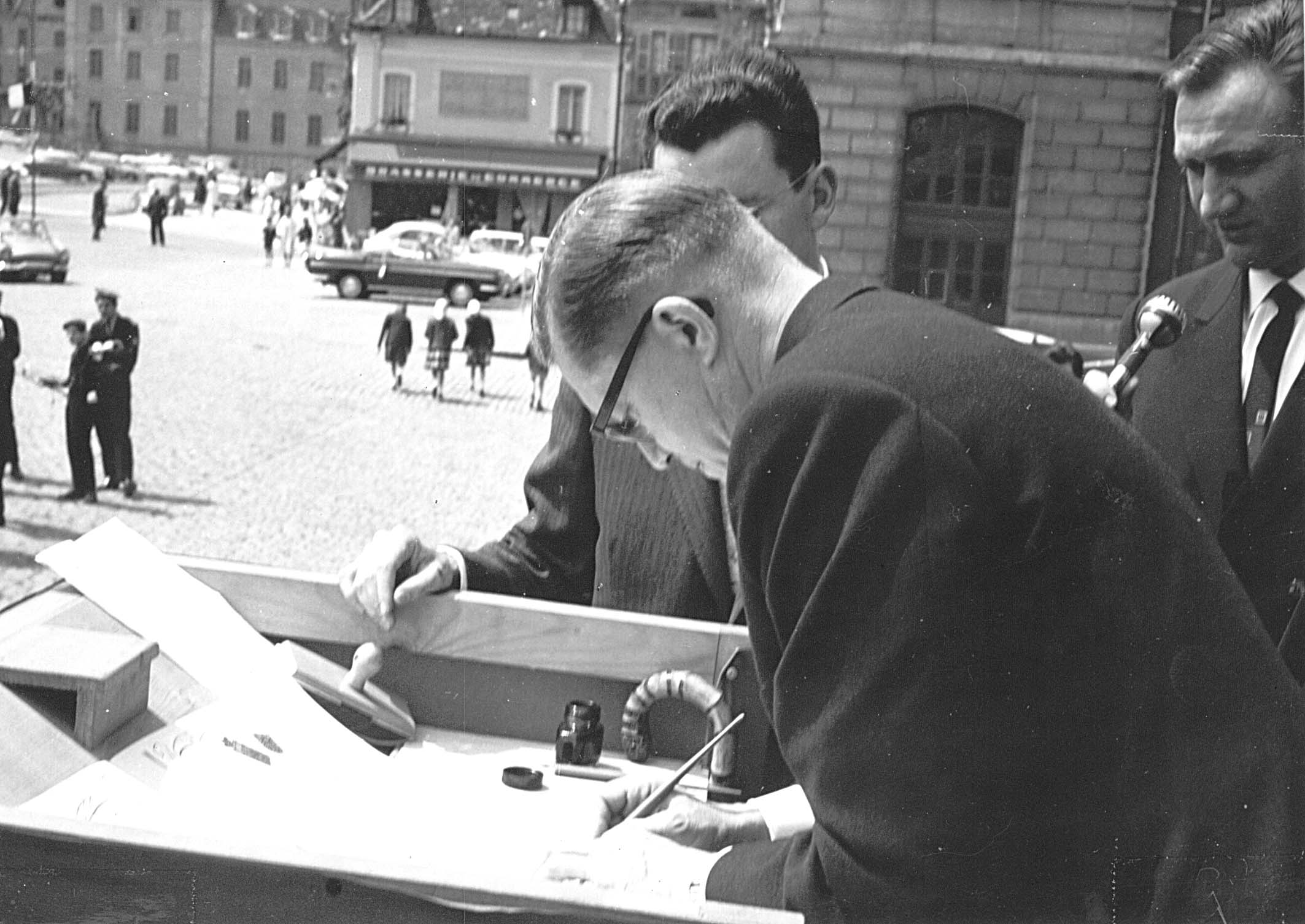
Bürgermeister Heinz Kühn bei der Unterzeichnung zur Stadtpartnerschaft mit Autun

Zwischen den Städten werden regelmäßig Besuchsfahrten von Vereinen, Politikern und Touristen organisiert. Bei Veranstaltungen sind die Partnerstädte oft vertreten. Hervorzuheben ist der regelmäßige Schüleraustausch. Seit 2005 initiiert der Förderverein Ingelheimer Städtepartnerschaften e. V. die Jugendbegegnungsinitiative 3 Towns – 1 Vision zwischen Autun und Stevenage.
Eine Boeing 737-530 der Lufthansa trug seit 1991 bis zur Außerdienststellung 2011 den Namen Ingelheim am Rhein D-ABJE (SN 25310/2126). Außerdem bestand bis zur Außerdienststellung am 28. Juni 2001 eine Partnerschaft zur S58 Pinguin, einem Schnellboot der deutschen Marine. Seit 2012 besteht eine Taufpartnerschaft mit einer Embraer 195 der Lufthansa-Tochtergesellschaft CityLine.

### Haushalt
Die Stadt ist so gut wie schuldenfrei und verfügte im Jahr 2023 über Rücklagen in Höhe von 240 Millionen Euro. Sie ist damit die reichste Stadt des Landes Rheinland-Pfalz, zurückzuführen auf die außerordentlich hohen Gewerbesteuerzahlungen des Pharmaunternehmens Boehringer Ingelheim.
Ingelheim hatte 2018 den bundesweit niedrigsten Grundsteuer-Hebesatz mit nur 80 %.

## Kultur und Sehenswürdigkeiten

### Kulturdenkmäler und Mahnmale

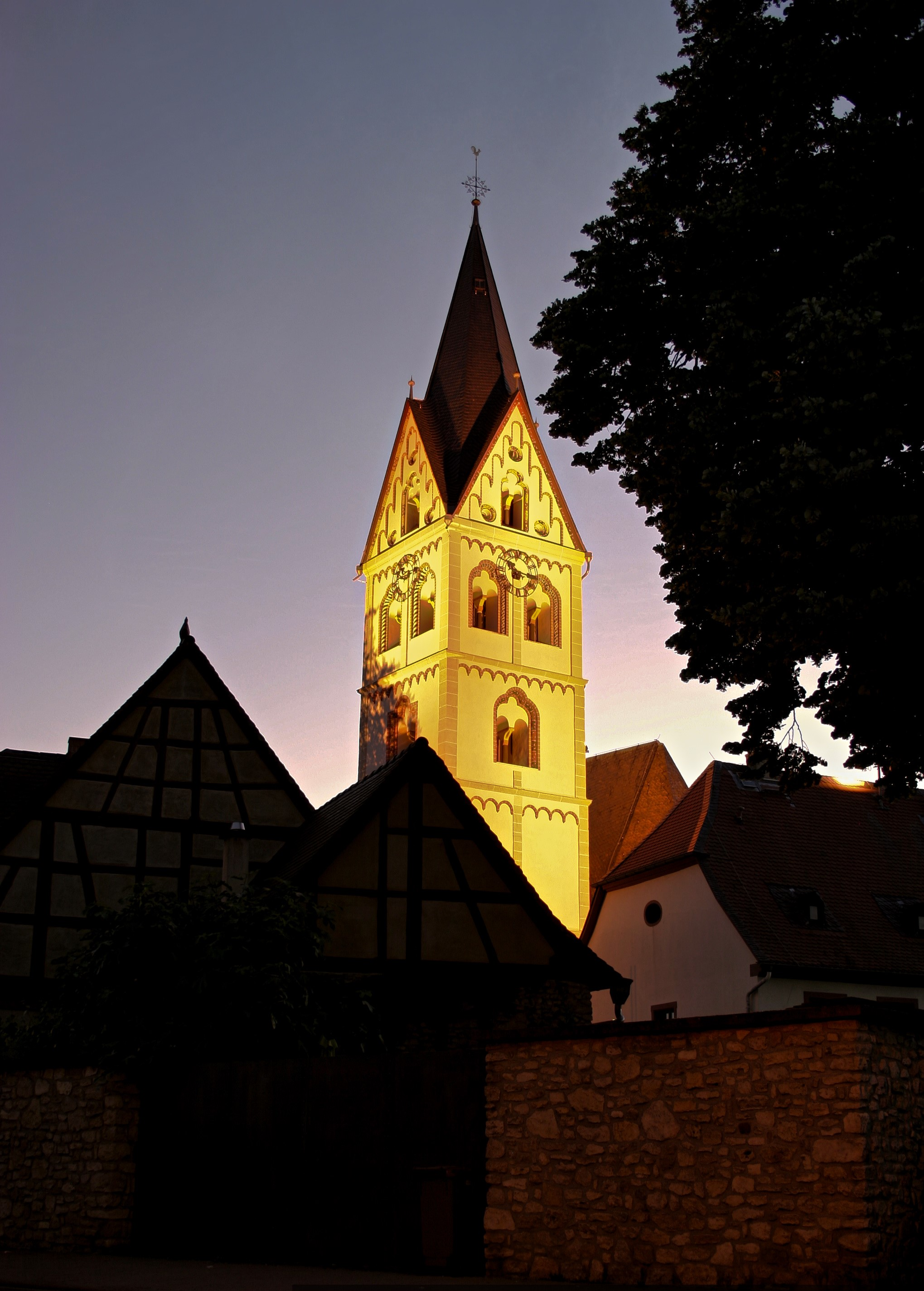
St. Remigius bei Dämmerung 2019

Im Stadtgebiet gibt es eine Reihe an bauhistorischen Kirchenbauten, davon ist die Burgkirche eine der besterhaltenen Wehrkirchen im südwestdeutschen Raum. Sie ersetzte eine romanische Vorgängerkirche. Die Kirche steht innerhalb eines doppelten Mauerrings aus dem 13. Jahrhundert. Sie wurde bis ins 15. Jahrhundert erweitert und umgebaut und erst mit der Verlängerung des westlichen Langhauses 1468 fertiggestellt. Ihr romanischer Turm diente unter anderem als Archiv für den Ingelheimer Oberhof. Auch war die Kirche lange Zeit Grablege der Adeligen aus Ober-Ingelheim. Nach der Reformation wurde sie den Protestanten zugesprochen. Seit 2003 hat sie wieder ihre ursprüngliche Farbgebung aus dem 15. Jahrhundert.
In Nieder-Ingelheim, nicht weit vom Pfalzgebiet, befindet sich die Kirche St. Remigius. Das barocke Kirchenschiff, das den baufälligen Vorgängerbau ersetzte, stammt aus dem 18. Jahrhundert, der romanische Turm hingegen aus dem 12. Jahrhundert. Ursprünglich war die Kirche dem Heiligen Kilian geweiht. Einst befand sie sich außerhalb von bewohntem Gebiet. Der Bau der Mainzer Straße in der Zeit der Französischen Revolution an der Kirche vorbei beschleunigte auch den Häuserbau in diesem Gebiet.
Die Saalkirche (evangelisch), 997 in Nieder-Ingelheim als Kapelle St. Peter der Kaiserpfalz errichtet, ist der besterhaltene Teil der ehemaligen Pfalz. Ihre heutige Form erhielt sie im 12. Jahrhundert unter Barbarossa. Nach dem Niedergang der Kaiserpfalz blieb sie wie die übrigen Gebäude der Pfalz erhalten. In der Reformation wurde das Stift aufgehoben und dem Verfall preisgegeben. Nach der Französischen Revolution wurde sie den Protestanten zugesprochen. In einem Bericht aus dem Jahre 1638 heißt es, dass die Kirche bis auf den Chor und die Mauern des Querschiffs eingestürzt sei. Das Langhaus wurde im Laufe der Jahrhunderte für den Hausbau abgetragen. Erst Anfang des 19. Jahrhunderts konnte mit einer Renovierung begonnen werden, die Rekonstruktion des Langhauses wurde erst 1965 abgeschlossen.
Der Selztaldom in Großwinternheim im neuromanischen Stil stammt aus dem späten 19. Jahrhundert. Der Name täuscht, denn eigentlich ist der Selztaldom kein Dom im herkömmlichen Sinne. Allerdings prägt er in freier Randlage das Orts- und Landschaftsbild weithin. Die verwendeten Kalk- und Sandsteine stammen weitgehend aus der Region.

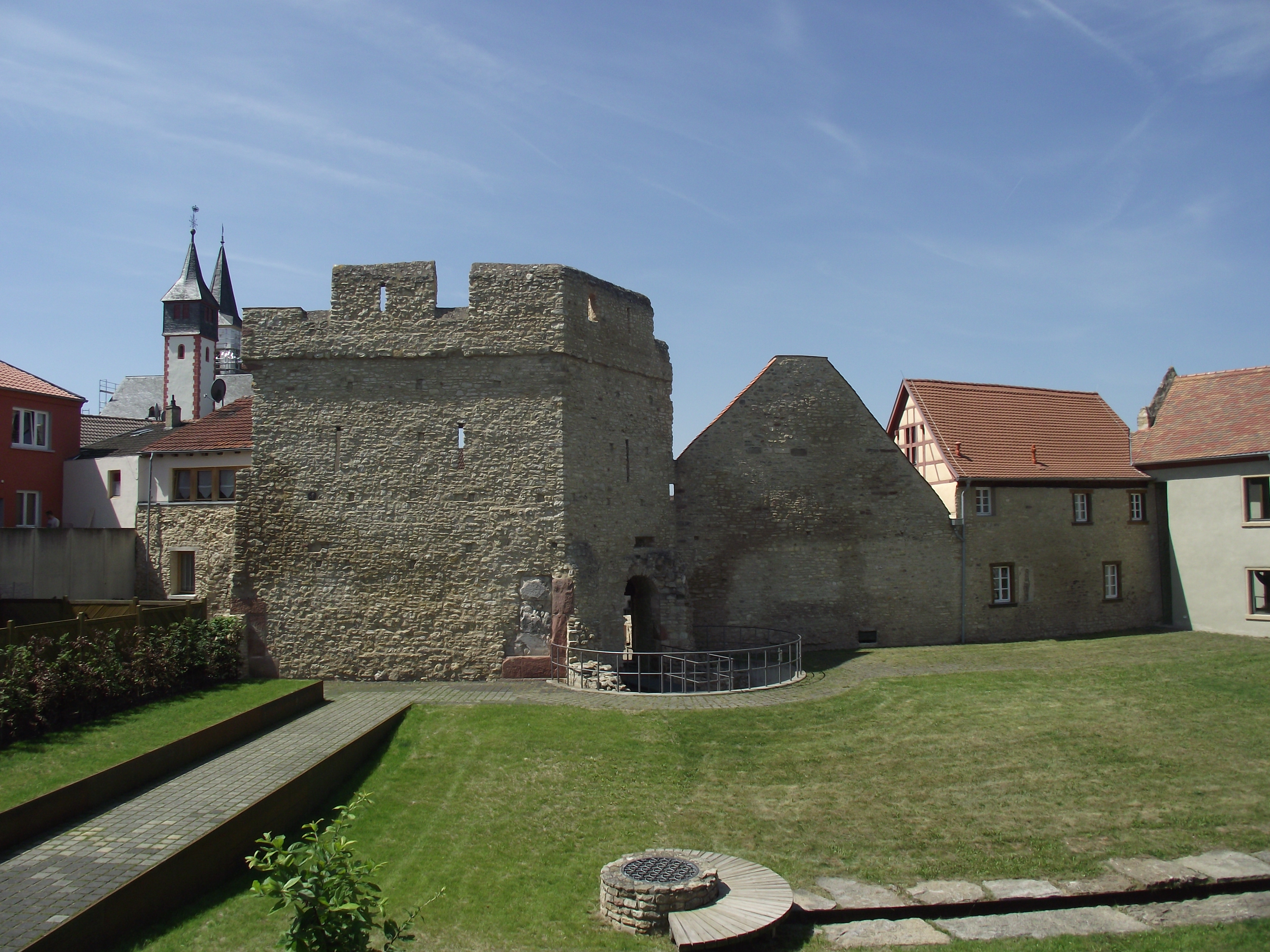
Heidesheimer Tor

Die Ingelheimer Kaiserpfalz stammt aus dem 8. Jahrhundert und diente den Kaisern und Königen bis ins 11. Jahrhundert als Aufenthalts- und Regierungsort. Der Pfalzkomplex befindet sich im heutigen Nieder-Ingelheim. Von der einstigen Kaiserpfalz sind nur noch Reste erhalten. Gut sichtbare Reste weisen noch Aula Regia und das Heidesheimer Tor auf. Der größere Teil der Anlage liegt als Fundament unter der Erde.
Die Pfalz erfuhr in ihrer Geschichte mehrere Umbauten, bis sie nach dem Niedergang Nieder-Ingelheims wegen ihrer Bedeutungslosigkeit nach und nach abgebrochen wurde. Vom Abbruch nicht betroffen war die einstige Pfalzkapelle, die heutige Saalkirche. Gegenwärtig wird das Gebiet der einstigen Pfalz restauriert und steht unter Denkmalschutz. Auch finden dort noch Ausgrabungen statt. Für die Sanierung des Saalgebietes und Sicherung der Reste der Kaiserpfalz erhielt die Stadt am 6. November 2011 in einem europaweiten Wettbewerb der Stiftung Lebendige Stadt den Titel „Die unverwechselbare Stadt“.
Das Heidesheimer Tor war in der karolingischen Zeit östlichster Aus- und Eingang der Kaiserpfalz. Vom einstigen Tor mit zwei Türmen links und rechts vom Torbogen ist nichts mehr zu sehen, da das Tor im 13. Jahrhundert im Zuge des Umbaus zur mittelalterlichen Wehrarchitektur zugemauert und die Türme abgetragen wurden.

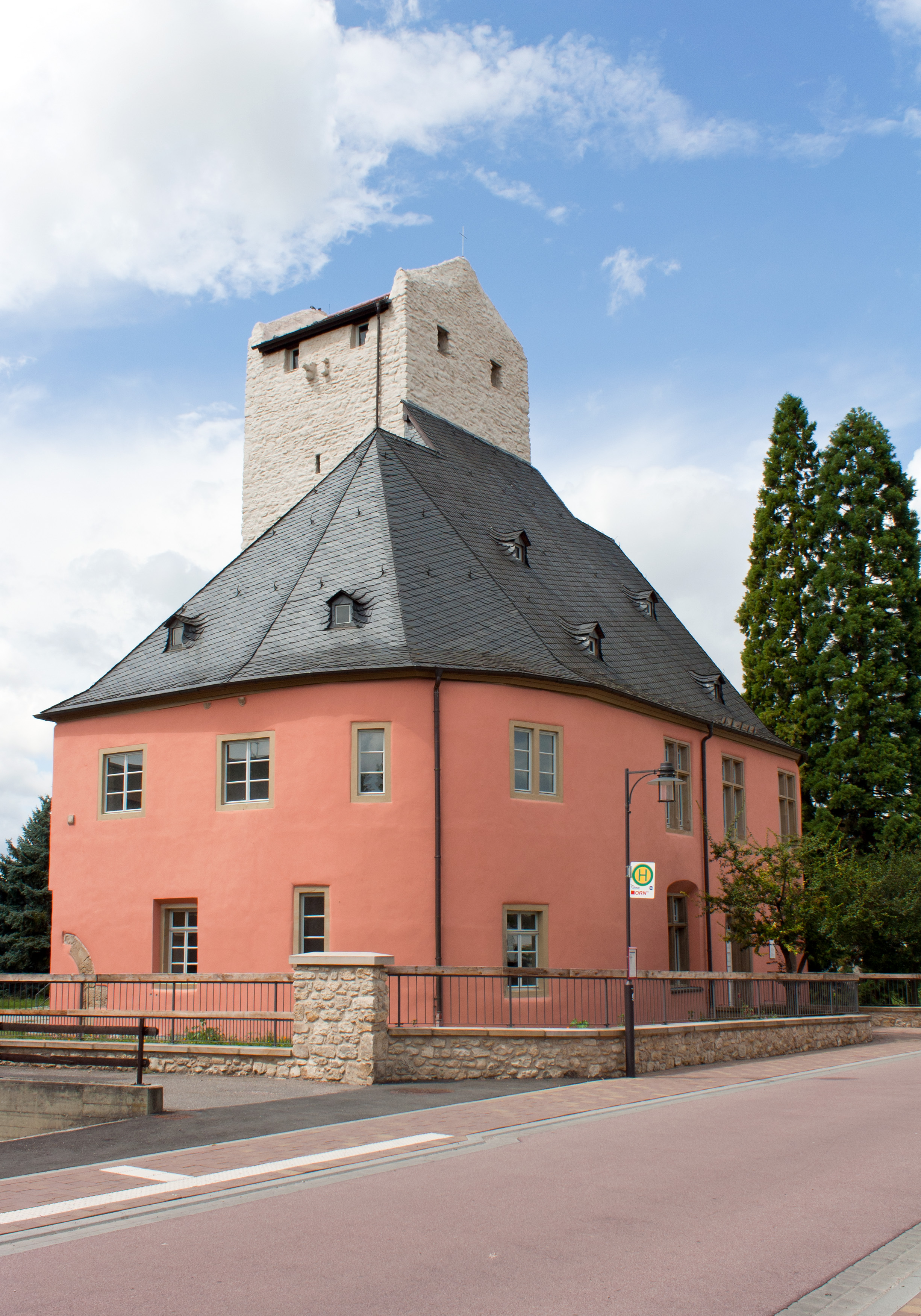
Burg Windeck bei Heidesheim

Die Niederungsburg Burg Windeck im Stadtteil Heidesheim befindet sich im Ortskern. Sie wurde im 13. Jahrhundert von den Herren von Winternheim im Stil einer Turmburg errichtet.

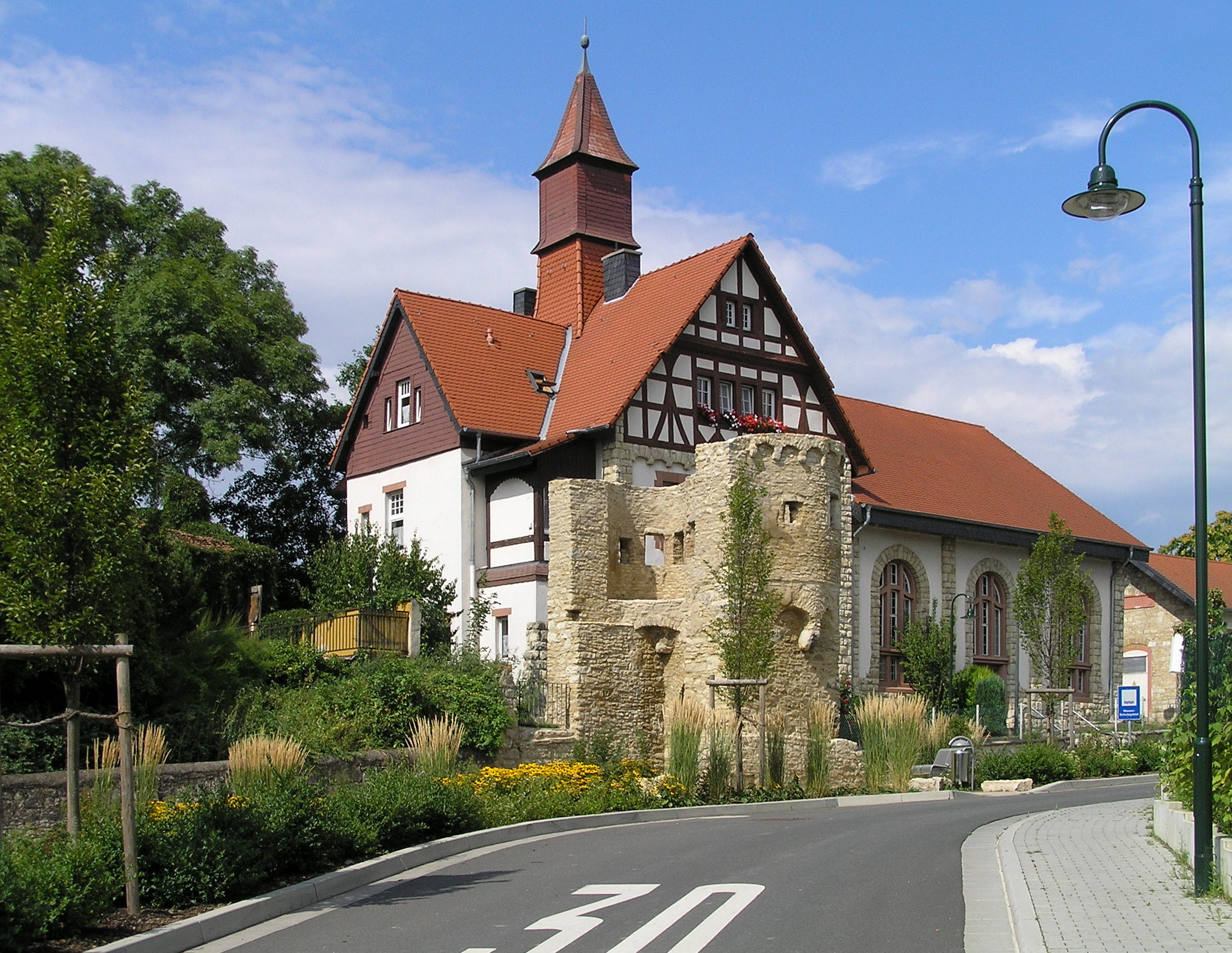
Uffhubtor mit Altem E-Werk

Die Überreste der Ober-Ingelheimer Ortsbefestigung lassen erahnen, welche Ausmaße die Verteidigungsanlage des ehemaligen Reichsdorfes Ober-Ingelheim besaß. Am besten erhalten ist die in östlicher Richtung mit einem doppelten Mauerring und Zwinger ausgestattete Wehranlage an der Burgkirche. In den letzten Jahren wurde die Anlage begehbar gemacht und restauriert. Der Malakoffturm ist der größte der Wachtürme und diente auch als Verlies. Auch der Mauerabschnitt am Seufzerpfad ist gut erhalten. Dort kann man noch den ehemaligen Burggraben erkennen. Auch sind noch einige der Vorlagetürme und die ehemaligen Stadttore Uffhubtor, Ohrenbrücker Tor und Stiegelgässer Tor erhalten.
Die ehemalige Kapelle St. Jodokus (St. Justus/Jost) in der Spitalgasse in Ober-Ingelheim ist der einzig erhaltene Teil des ehemaligen St. Jodokus-Spitals. Die Kapelle wurde im Jahr 1387 von Elisabeth, Witwe des Johann von Milwalt, zusammen mit dem Priester Werner von Idstein die Kapelle St. Jodokus gestiftet. Die Güter waren wohl im Jahr 1369 durch Kauf an Johann und seine Frau gekommen. Das Gebäude wurde zwischenzeitlich als Wohnhaus genutzt und dafür einige bauliche Veränderungen vorgenommen.

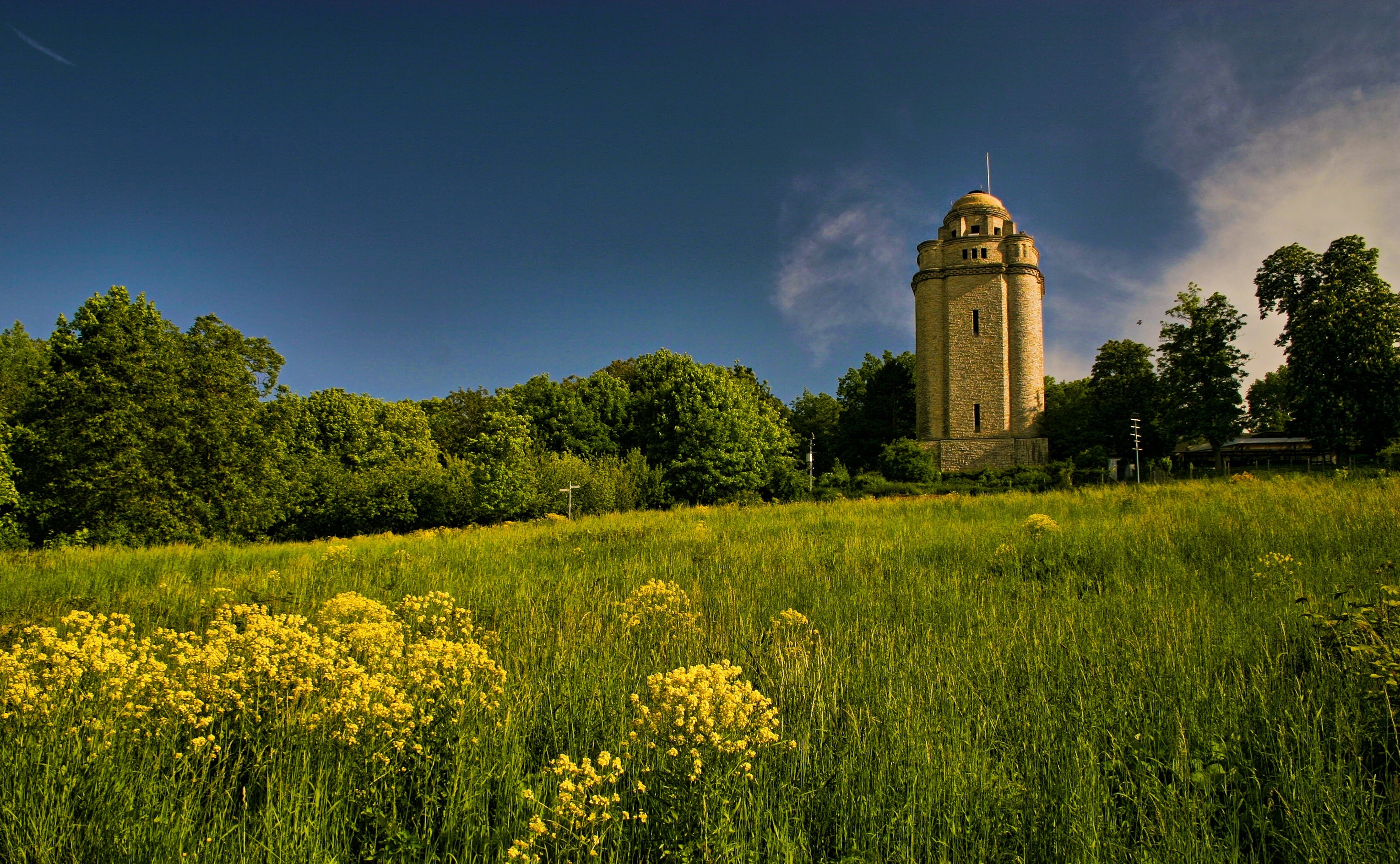
Der Bismarckturm auf dem Westerberg

Die Errichtung des Bismarckturmes wurde im Frühjahr 1902 von Heinrich Claß initiiert. Er wurde 1912 fertiggestellt und war der teuerste in Rheinland-Pfalz. Ursprünglich war für Ingelheim der Entwurf „Götterdämmerung“ vorgesehen, dazu kam es allerdings nicht. Professor Wilhelm Kreis entwarf einen Bismarckturm eigens für Ingelheim. Er besteht vorwiegend aus Kalksteinen aus der Umgebung. Der eigentliche Turm war schon 1910 fertig, die Kuppel hingegen erst 1912. Im Eingangsbereich wird Otto von Bismarck mit der Inschrift „ZU / BISMARCKS / EHR“ auf einer Sandsteintafel geehrt. Darüber befindet sich ein Balkon. Bis zum Zweiten Weltkrieg fanden am Turm Sonnwendfeste und Bismarck-Gedenkfeiern statt. Gegenwärtig wird der Turm zur Weihnachtszeit mit Lichteffekten als „Ingelummer Kerz“ illuminiert.

### Naturdenkmäler
Im Ingelheimer Stadtgebiet sind vier Naturdenkmäler ausgewiesen. Östlich der Rheinstraße auf dem Jungaugelände befindet sich nördlich zwischen Rheinufer und Jungau entlang eines Schotterweges eine Reihe von Trauerweiden; westlich steht eine Eiche. Bei den beiden weiteren Ödländern, der Gewann In den neun Morgen östlich von Nieder-Ingelheim und der Gewann Rabenkopf östlich von Ober-Ingelheim, handelt es sich um flächige Naturdenkmäler.

### Kulturelle Einrichtungen
Im Mütter- und Familien-Zentrum e. V. (MütZe) im Alten Gymnasium in Ober-Ingelheim tauschen sich die Ingelheimer Einwohner generationsübergreifend aus. Babysitterbörse, Handarbeitsstunden, Frühstück und Mittagessen, Hausaufgaben- und Ferienbetreuung sowie Kurse und Veranstaltungen rund um alle Familienthemen von Baby über Gesundheit bis hin zu Kreativität werden regelmäßig angeboten. Das Jugend- und Kulturzentrum Yellow wurde 2010 eröffnet und ersetzt das für ein Einkaufszentrum gewichene Haus der Jugend. Das seit 2009 bestehende Mehrgenerationenhaus in Ingelheim-West hat das Ziel, Menschen aus verschiedenen Altersgruppen zusammenzubringen, um Erfahrungen, Interessen und Begabungen auszutauschen.
In der Mediathek im Stadtzentrum werden rund 30.000 Medien für Freizeitgestaltung, Aus-, Fort- und Weiterbildung angeboten. In unmittelbarer Nachbarschaft des neuen Rathauses in der Innenstadt befindet sich ein Kino mit zwei Sälen, in dem täglich aktuelle Kinofilme zu sehen sind. 2017 wurde der Neubau der Mediathek im Innenstadtbereich fertig gestellt.
Das Museum bei der Kaiserpfalz informiert in einer eigenen Abteilung über die nach 785 von Karl dem Großen in Ingelheim erbaute Kaiserpfalz. Präsentiert werden archäologische Kleinfunde, Objekte aus dem Bereich der Bauplastik sowie ein anschauliches Modell des einst imposanten Bauwerks. Reste der Kaiserpfalz sind in unmittelbarer Nähe des Museums zu besichtigen. Von europäischer Bedeutung ist der 1996 gefundene goldene Solidus, die bisher einzige gefundene Goldmünze mit dem Bildnis Karls des Großen.
In unmittelbarer Nachbarschaft zum Rathaus wurde am 18. August 2017 nach dreijähriger Bauzeit eine Kultur- und Veranstaltungshalle mit einer Kapazität von bis zu 1.000 Personen eröffnet, die auch von Vereinen und Firmen gemietet werden kann. Nebenbei wird die Halle von einem Management betrieben, um größere Veranstaltungen zu ermöglichen. Der Neubau wurde im August 2017 fertiggestellt und trägt den Namen kING, der durch einen Wettbewerb ermittelt wurde. Das „k“ bezieht sich auf die Begriffe „Kultur“ bzw. „Kulturhalle“ und „ING“ auf die ersten drei Buchstaben des Stadtnamens Ingelheim. Die Baukosten für die Halle liegen bei 61 Millionen Euro.

### Veranstaltungen

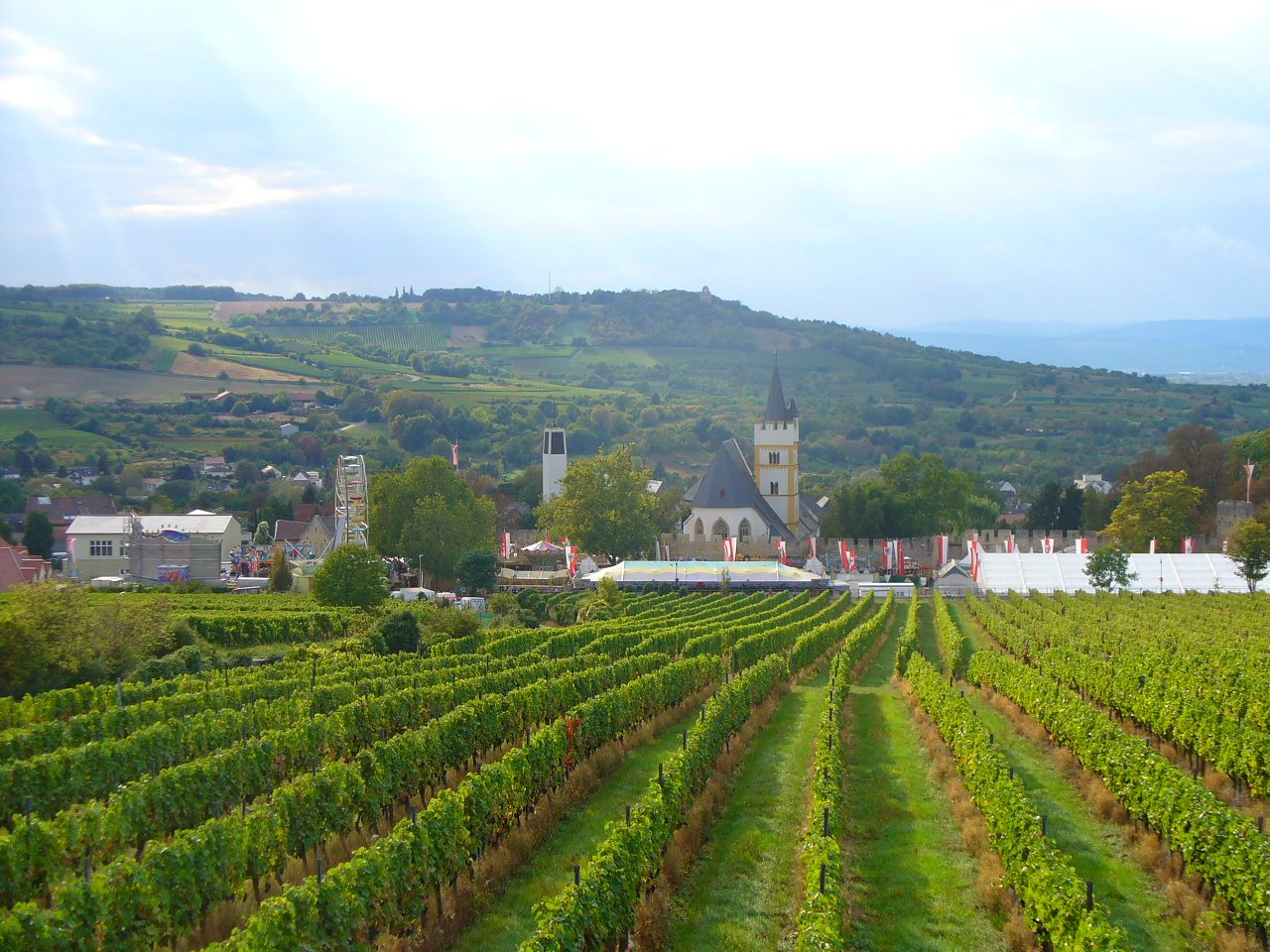
Burgkirche mit Rotweinfest in Ober-Ingelheim

Das traditionelle Rotweinfest im Stadtteil Ober-Ingelheim findet vom letzten September- bis zum ersten Oktoberwochenende statt. Seit der Eingemeindung Heidesheims 2019 in das Stadtgebiet gehört auch das dortige Erntedankfest am ersten Oktoberwochenende zum städtischen Veranstaltungskalender. Diese beiden Feste stellen die zwei größeren Heimatfeste dar. Am letzten Juliwochenende findet das Hafenfest auf der Frei-Weinheimer Jungaue statt.
Das „Eurofolk-Festival“, eine Folk-Musikveranstaltung auf dem Burgkirchen-Festgelände im Juni/Juli, das vom Verein Freunde des Eurofolkfestival Ingelheim e. V. veranstaltet wird, gilt seit 1972 als eines der Nachfolgefestivals des „Waldeck-Festivals“. Ein Großteil der Besucher sind Menschen der Hippiekultur, Jugendliche aus der Umgebung und aus ganz Deutschland. Die Besucherzahl variiert zwischen 2000 und 3000. Vom Ingelheimer „Eurofolk-Festival“ aus wurde 1974/1975 das „Open Ohr Festival“ in Mainz gegründet.
Es gibt in Ingelheim eine ausgeprägte Fastnachtskultur, die wegen der geographischen Nähe stark unter dem Einfluss der Mainzer Fastnacht steht. Es gibt insgesamt sechs Vereine, den Carneval-Verein Wäschbächer 1885 in Nieder-Ingelheim, den Carneval-Verein Frei-Weinheim, den Ingelheimer Carneval Verein in Ober-Ingelheim, den Narrenclub Ingelheim 1987 in Nieder-Ingelheim, den Heidesheimer Carneval Verein und den Carneval Club Wackernheim. Alle Vereine veranstalten in der Zeit vor den Straßenumzügen eigene Fastnachtssitzungen. Bis auf Sporkenheim und Ingelheim-West wird in jedem Stadtteil von jeweiligen Verein ein Fastnachtsumzug durch den Stadtteil organisiert. Durch die Innenstadt führt kein Zug.
Boehringer Ingelheim veranstaltet seit 1959 jährlich von April bis Mitte Juni das Kulturfestival Internationale Tage rund um das Alte Rathaus in Nieder-Ingelheim. Dabei handelt es sich im Wesentlichen um eine Kunstausstellung mit jährlich wechselnden Themen. Höhepunkt dieser Veranstaltung war in den letzten Jahren die „Nacht der Kunst“, bei der auch das Saalgebiet mit nächtlicher Illumination und Führungen eingebunden wird.
Seit 2013 wird auf dem Stadtplatz in der Stadtmitte die Konzertreihe Donnerstags in der City von der Stadtverwaltung veranstaltet. Die Konzerte finden an sechs Donnerstagen von Mitte August bis Ende September statt. Es treten regionale sowie überregionale Künstler auf.
Vom 1. bis 3. Juni 2012 war Ingelheim Gastgeber des Rheinland-Pfalz-Tages mit 270.000 Besuchern. Das Fest, das von Kurt Beck eröffnet wurde, fand in der Innenstadt sowie auf dem Festplatz an der Burgkirche statt. Stargäste waren Stefanie Heinzmann, Glasperlenspiel, Matthias Reim, Michelle und Die Atzen. Im Innenstadtbereich waren die Sender Rockland Radio, RPR1 und bigFM mit Bühnen vertreten. SWR1 baute seine Bühne auf dem Festplatz östlich der Burgkirche auf. Zudem gab es eine kommunale Bühne am Winzerkeller in der Binger Straße.
Das Jahr 2014, das sogenannte Karlsjahr, stand im Zeichen Karls des Großen. Anlässlich dessen gab es mehrere Sonderausstellungen sowie Führungen. Höhepunkt war Anfang September die „Illumina 2014“ in Kooperation mit Lichtkünstler Wolfram Lenssen und dem Forum InterArt aus Dortmund, bei der das Saalgebiet mit Lichttechnik ausgeleuchtet wurde. Über das Jahr verteilt wurden 25.000 Besucher gezählt.

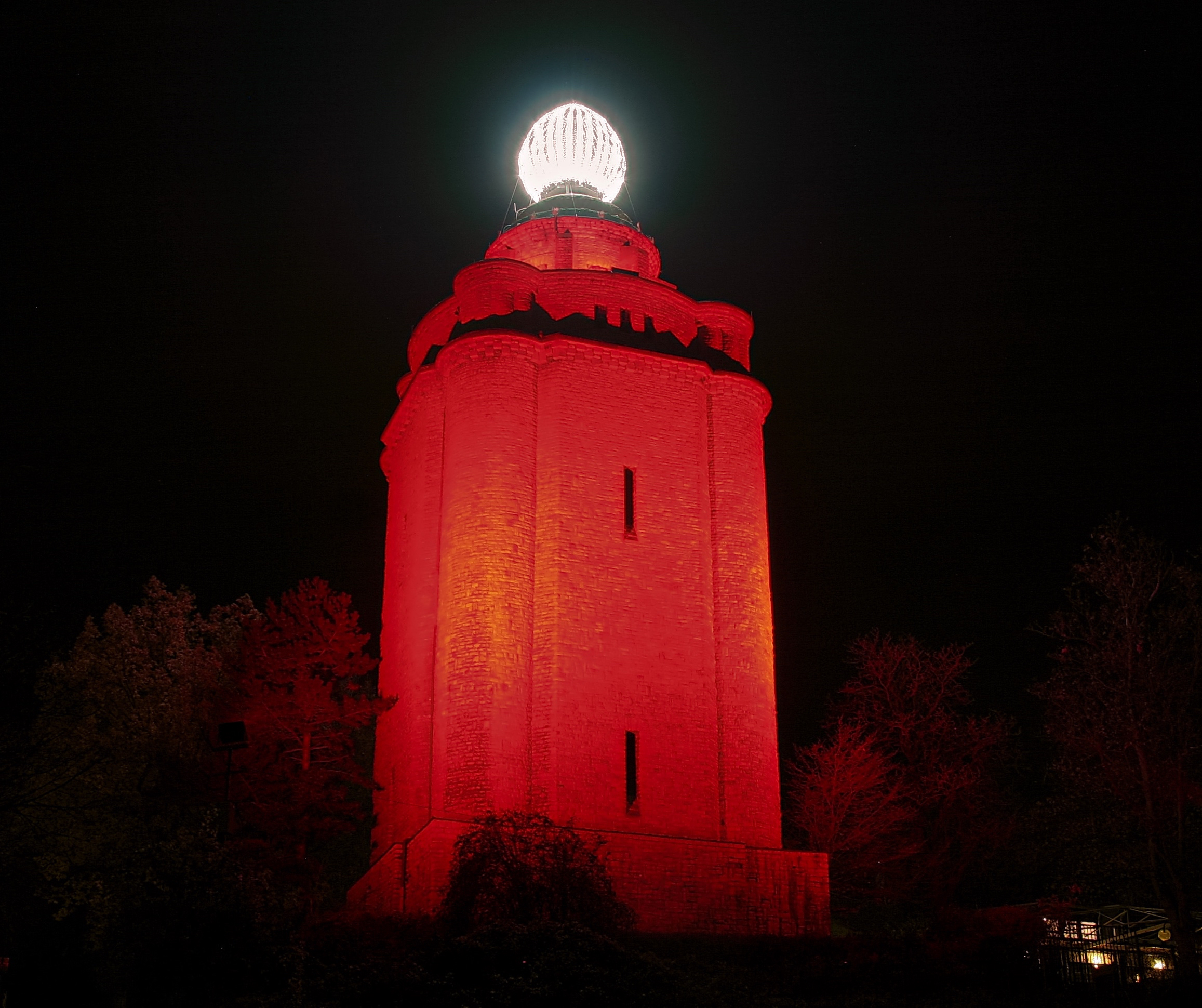
„Ingelummer Kerz“ (Bismarckturm in der Weihnachtszeit)

Weitere Veranstaltungen sind die Kerben in Großwinternheim und Wackernheim, die ökumenische Kerb in Nieder-Ingelheim, die Entekerb in Frei-Weinheim und die Sporkenheimer Kerb, die als letzte die Kerbesaison beendet. Das Altstadtfest in Nieder-Ingelheim Anfang August wird vom Narrenclub Ingelheim auf dem Zuckerberg veranstaltet. Zudem werden alljährlich in verschiedenen Weingütern Weinhöfefeste durchgeführt. Über die Stadtgrenzen hinaus bekannt ist der Weihnachtsmarkt auf dem Burgkirchengelände in Ober-Ingelheim. Zwei Wochenenden vor Ostern findet in der Alten Markthalle ein Ostermarkt statt. Der Schützenverein Ober-Ingelheim richtet jedes Jahr zu Ostern das sogenannte Ostereier-Schießen in seinen Räumlichkeiten aus. Am Siebten jeden Monats lesen und stellen Autoren des Ingelheimer Leinpfad Verlags im Cafe 7° der Kunsthalle Mainz ihre Bücher vor.

### Parks

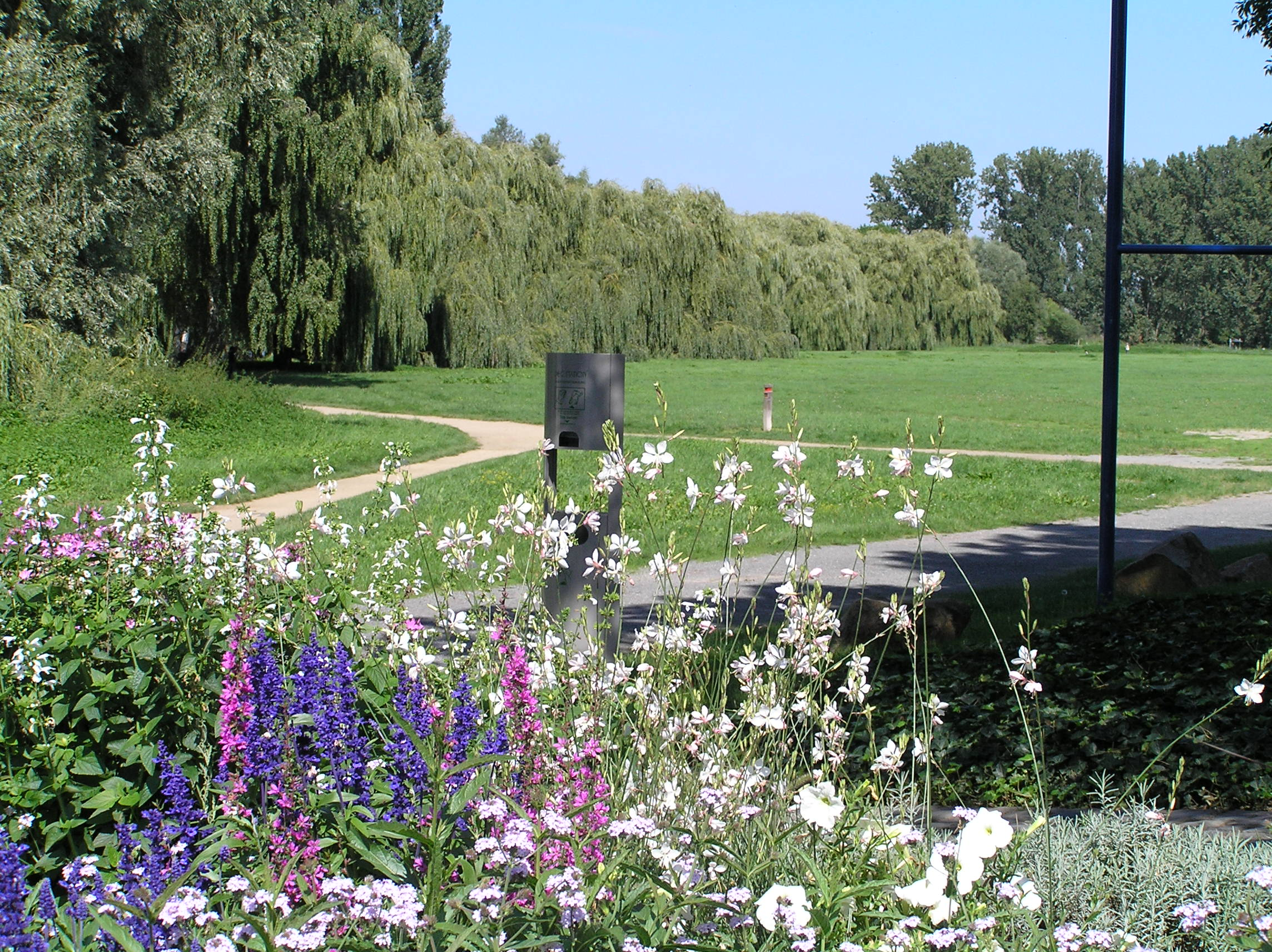
Die Jungau im Sommer

Im Stadtgebiet gibt es eine Reihe von Park- und Grünanlagen. Östlich der Stadtmitte liegt die größte, die Kommerzienrat-Boehringer-Anlage mit einem neugotischen Kriegerdenkmal. An der Burgkirche, eingerahmt von den Wehrmauern, befindet sich das Rosengärtchen mit dem ehemaligen Marktbrunnen. Die neu angelegte Uffhubtor-Grünanlage ist vergleichsweise klein; sie verfügt über Bänke und eine Wiese. Der Seufzerpfad lädt mit seinen Sitzmöglichkeiten direkt am besterhaltenen Abschnitt der Ober-Ingelheimer Ortsbefestigung zum Verweilen ein. Am Rhein liegt die auch als Festplatz dienende Jungau mit Sitzgelegenheiten und Spielplatz.

### Gastronomie
Traditionell gibt es besonders in Ober-Ingelheim viele Weinstuben, deren Zahl aber in den letzten Jahren abgenommen hat. An Wochenenden in den Monaten Mai bis September gibt es Weinhöfefeste mit regionaler Bewirtung.

### Sport und Vereine
In Nieder-Ingelheim befindet sich das Sportstadion Im Blumengarten für Fußball und Leichtathletik, in dem der die SpVgg Ingelheim ihre Fußball-Heimspiele austrägt. Eine der modernsten Schießstandanlagen im Landkreis besitzt der Schützenverein Ober-Ingelheim 1859 e. V., dessen Vereinsheim sich am Fuße nördlich des Westerbergs befindet. Im Stadtteil Wackernheim besteht zudem mit der Kyffhäuser Kameradschaft Wackernheim e. V. ein Schützenverein aus dem Kyffhäuserbund. Der 1. Schwimmsportverein Ingelheim 1966 e. V. bietet sowohl für die Jugend als auch für Senioren ein Trainingsprogramm an. Der Reiterverein Ingelheim am Boehringer-Werksgelände bietet Reitunterricht für Jugendliche und Erwachsene an und nimmt an Meisterschaften teil. Die Turn- und Sportgemeinde 1848 in Ober-Ingelheim hat für jede Altersgruppe ein Angebot. Der Schwerpunkt liegt auf dem Geräteturnen und den turnerischen Mehrkämpfen, bei denen schon der deutsche Meistertitel gewonnen wurde. Die Turngemeinde 1847 Corp. Nieder-Ingelheim hat unter anderem die Abteilungen Basketball, Badminton und Tennis. Auch eine Reihe von Fitness- und Gesundheitssporteinrichtungen gibt es dort. Der Verein für Leibesübungen Frei-Weinheim bietet die Abteilungen Fußball und Wandern und die Sparte Showtanz an. Der Handball-Sport-Club Ingelheim wurde 1965 gegründet und ist heute einer der größten Vereine in Rheinhessen. Im Turnverein 1902 Frei-Weinheim wird unter anderem Kinderturnen angeboten. Der Fußball-Sport-Club Ingelheim 07 wurde erst 2007 gegründet. Der Tennis-Club Boehringer ist der werkseigene Verein mit der Sportart Tennis, er verfügt über eine Tennishalle und mehrere Tennisplätze im Außenbereich. Der Ruderverein Ingelheim 1920 e. V. kann viele Erfolge aufweisen, zum Beispiel den Gewinn der Goldmedaille Doppelvierer bei den Olympischen Sommerspielen 1984 in Los Angeles durch Albert Hedderich und Michael Dürsch. Der Taekwondo Club Ingelheim gehört mit über 50 Deutschen Meistertiteln in allen Altersklassen zu den erfolgreichsten Kampfsportvereinen in Deutschland. Für seine herausragende Nachwuchsarbeit wurde der Verein bereits dreimal (1996, 2013, 2019) mit dem bedeutendsten Nachwuchsförderpreis im deutschen Sport, dem „Grünen Band“ für vorbildliche Talentförderung im Verein, ausgezeichnet. 2011 wurde der 1. Frauen Fußballclub Rheinhessen Ingelheim gegründet, der seit dem Jahr 2021 der größte reine Frauen- und Mädchenfussball-Verein in Rheinland-Pfalz ist. Er trägt in Großwinternheim und dem Blumengarten seine Heimspiele aus.
Seit 2005 ersetzt das regionale Erlebnisbad „Rheinwelle“ zwischen Gau-Algesheim und Sporkenheim das Hallen- und Freibad am Blumengarten, das zu einem reinen Freibad umgebaut wurde. Die Stadt kann ein gutes Fahrradwegenetz vorweisen und wurde 2010 mit dem Preis Fahrradfreundliche Stadt Rheinland-Pfalz ausgezeichnet.
Der Verein Lebenswertes Ingelheim e. V. tritt für den Erhalt der Werte der Stadt ein und fördert das Image. Darüber hinaus betreibt der Verein das Stadtfernsehen Blickpunkt Ingelheim. Der Historische Verein Ingelheim wurde bereits 1905 gegründet und beschäftigt sich mit der Aufarbeitung der Geschichte Ingelheims. Er besitzt eine Bibliothek hinter dem alten Rathaus in Nieder-Ingelheim. Der Verein Pro Ingelheim setzt sich für den Erhalt historischer Bausubstanz im Stadtgebiet ein. Durch Spenden finanzierte er die Restaurierung und Wiederbegehbarmachung der Wehrmauer an der Burgkirche. Ingelheim Aktiv ist ein Verein der Gewerbetreibenden in Ingelheim. Er dient unter anderem zur besseren Zusammenarbeit der einzelnen Einzelhändler bei Veranstaltungen wie den verkaufsoffenen Sonntagen Anfang Mai, Ende September und Anfang November.
Der Verein Ingelumer Rotwoigeister e. V. spielt Guggenmusik. In den Stadtteilen Frei-Weinheim (Liederkranz 1857), Nieder-Ingelheim (Gesangverein Einigkeit 1885) und Ober-Ingelheim (Gesangverein Germania 1862 e. V.) bestehen traditionsreiche Gesangsvereine. Der Förderverein der Kleinkunst Ingelheim e. V., der seit 1982 besteht, fördert kulturelle Kleinkunst wie Jazz, Kabarett und Kindertheater. Bis 2007 hatte er eine feste Veranstaltungsstätte im Keller-Kunst-Keller. Seit 2007 führt er seine Veranstaltungen auf wechselnden Bühnen durch.
Mit dem Kreis-Imkerverein Ingelheim-Bingen hat in Ingelheim der größte Imkerverein von Rheinland-Pfalz seinen Sitz. Der 1949 gegründete Verein hat 318 Mitglieder (Stand 2020). Der Verein kümmert sich sowohl um Bienen als auch um Wildbienen und pflegt eine enge Kooperation mit der Naturschutzgruppe Ingelheim und Umgebung e. V., auf deren Gelände er einen Lehrbienenpfad sowie einen Lehrbienenstand unterhält. Jedes Jahr nehmen dort rund 25 Interessierte an einem Einführungskursus in die Imkerei teil.

## Wirtschaft und Infrastruktur

### Verkehr

#### Eisenbahnverkehr

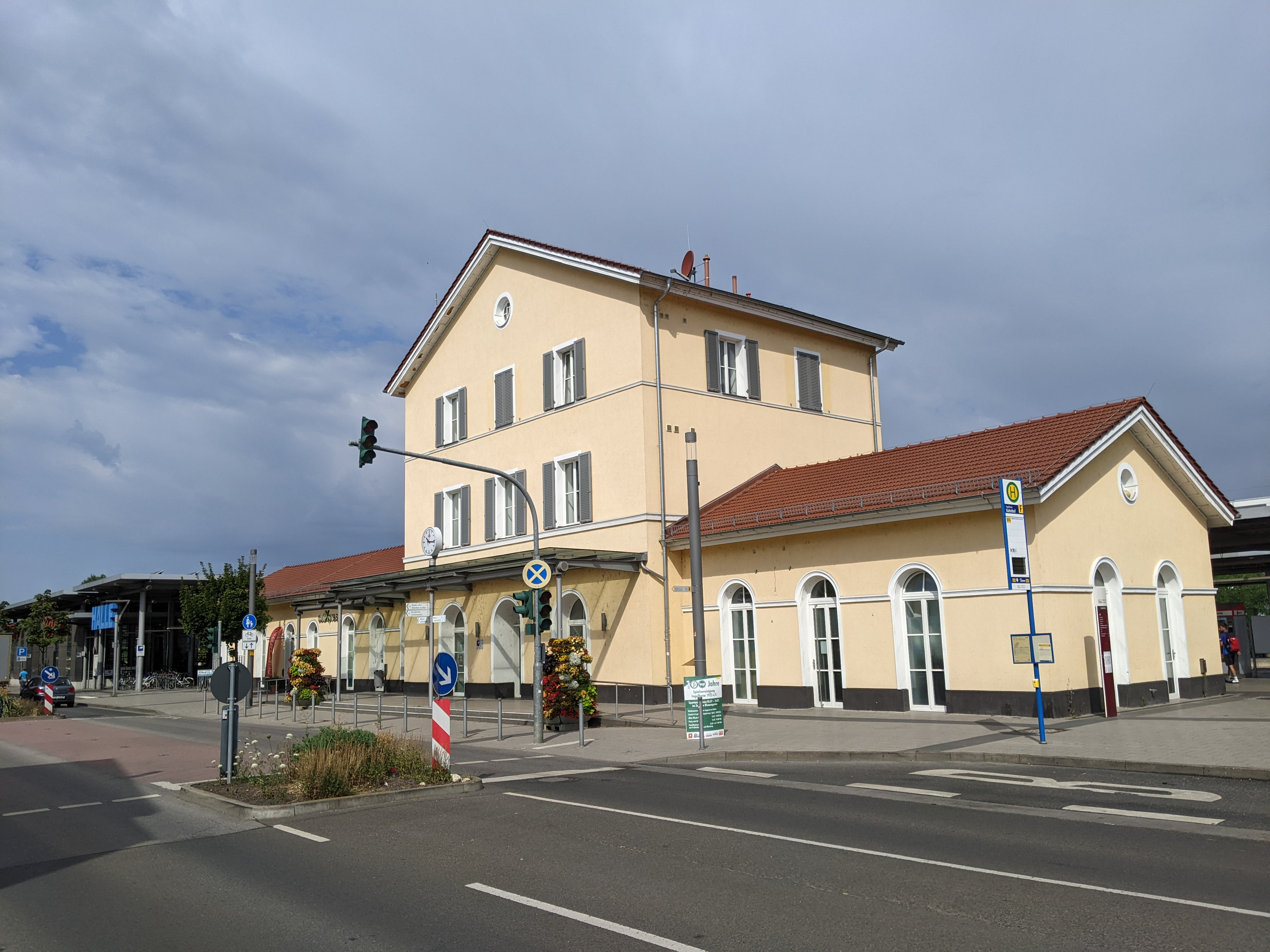
Der Bahnhof in Ingelheim

In Ingelheim gibt es einen Bahnhof an der linken Rheinstrecke, an dem Regionalzüge der Deutschen Bahn und der Transregio-Mittelrheinbahn halten. Es bestehen direkte Verbindungen nach Mainz und Frankfurt am Main sowie in Gegenrichtung nach Bingen, Koblenz, Köln, Bad Kreuznach und Saarbrücken. In unmittelbarer Bahnhofsnähe befindet sich zudem der Zentrale Omnibusbahnhof, an dem die sechs Stadtbuslinien (Tagbuslinien 611, 612, 613 und 614 sowie die Nachtbuslinien 618 und 619) zu Zielen in verschiedenen Stadtteilen fahren. Darüber hinaus gehören seit der Eingemeindung von Heidesheim die dort gelegenen Haltepunkte Heidesheim (Rhh.) und Uhlerborn zum Ingelheimer Stadtgebiet; im Gegensatz zum Bahnhof Ingelheim werden diese aber nur von Regionalbahnen und nicht von Regional-Express-Linien bedient.

#### Stadtbusverkehr
Der Stadtbusverkehr wird von der Stadt Ingelheim in Eigenregie betrieben. Seit September 2015 wird der Stadtbus durch eine Nachtbuslinie ergänzt, die sämtliche Stadtteile in einer Tour bedient. Fünf regionale Linien (625, 626, 627, 640, 654) mit den Zielen Mainz, Nieder-Olm, Gau-Algesheim und Oppenheim erschließen die Umgebung. Betrieben wird der öffentliche Personennahverkehr (ÖPNV) der Region von der Kommunalverkehr Rhein-Nahe GmbH (KRN). Zudem verkehrt ein Anruf-Sammeltaxi.
Seit März 2022 ist der Nahverkehr in Ingelheim montags bis donnerstags ab 21 Uhr, freitags ab 18 Uhr, sowie an den Wochenenden und an Feiertagen ganztags kostenlos. Fahrgäste müssen dafür über die App Fairtiq einen Fahrschein lösen.
Seit dem 1. April 2022 fahren drei Buslinien der MVG (56, 79, 80) regelmäßig aus Richtung Mainzer Innenstadt über Heidesheim bzw. Wackernheim in die Stadtmitte von Ingelheim.
Ende 2019 wurde der Stadtbusverkehr an die Stadtbus Bad Kreuznach GmbH abgegeben. Hierbei wurde gleichzeitig das Angebot von drei auf sechs Buslinien (davon zwei Nachtbuslinien) erweitert, um dem durch die Eingemeindung von Heidesheim und Wackernheim gewachsenen Stadtgebiet Rechnung zu tragen. Innerhalb der nächsten Jahre soll der Stadtbusverkehr schrittweise auf Elektrobusse umgestellt werden.

#### Straßenverkehr
Durch die Anschlussstellen Ingelheim-Ost, -West und Heidesheim ist die Stadt an die A 60 angebunden. Bis Dezember 2014 führte die B 41, welche in Saarbrücken beginnt, bis Frei-Weinheim. Seither wird sie als Landesstraße eingestuft. Der Flughafen Frankfurt Main ist in rund 30 Minuten und der Flughafen Frankfurt-Hahn im Hunsrück in rund 50 Minuten zu erreichen. Zwischen den hessischen Gemeinden auf der nördlichen Rheinseite und Ingelheim ist bei Stromkilometer 519 eine Personen- und Autofähre im Einsatz.

#### Radverkehr
Im Fahrradklimatest des ADFC erhielt Ingelheim im Jahr 2018 den zweiten Platz im Ranking der fahrradfreundlichsten Städte Deutschlands (Kategorie 20–50.000 Einwohner).

#### Fährverkehr
Zwischen Ingelheim am Rhein und der hessischen Stadt Oestrich-Winkel verkehrt eine Fähre über den Rhein.

#### Flugverkehr
Der nächstgelegene Flughafen ist der Flughafen Frankfurt Main in etwa 50 km Entfernung.

### Landwirtschaftliche Erzeugnisse und Weinbau
Die Landwirtschaft spielt in Ingelheim eine große Rolle, vor allem der Ingelheimer Spätburgunder ist sehr bekannt. Insgesamt werden 640,6 Hektar für den Weinbau genutzt, davon 311,5 Hektar für den Weißwein. Die Rebsorte Riesling wird mit 68,1 Hektar am meisten angebaut, gefolgt vom Silvaner mit 66,7 Hektar. Mit 64 Hektar ist auch der Müller-Thurgau vorhanden. Weitere Rebsorten überschreiten die Größe von 26 Hektar nicht, darunter sind die Sorten Weißer Burgunder, Kerner und Bacchus zu erwähnen. Auf 329,1 Hektar werden rote Rebsorten in Ingelheim angebaut. Davon 120,8 Hektar für Spätburgunder, der die am meisten angebaute Rebsorte in Ingelheim darstellt. Der blaue Portugieser steht mit 94,9 Hektar an zweiter Stelle. Mit 50,8 Hektar wird vom Dornfelder bereits deutlich weniger angebaut. Für Frühburgunder, Cabernet Sauvignon und Saint Laurent zum Beispiel werden alle unter 16 Hektar angebaut. Die Sortenvielfalt bei roten Sorten ist geringer als bei weißen Rebsorten.
1373 Hektar werden für den Ackerbau genutzt (davon sind 120 Hektar Spargelanbau) und 1240 Hektar für den Obstanbau genutzt. Die landwirtschaftlichen Hauptprodukte sind Sauerkirschen, Spargel und Wein. Die Stadt ist die siebtgrößte Weinbaugemeinde Rheinhessens und eine der zwölf größten in Rheinland-Pfalz. Das Institut für Gemüsebau der Hochschule Geisenheim (früher Fachgebiet Gemüsebau der Forschungsanstalt Geisenheim) betreibt in Ingelheim ein Spargelversuchsfeld.

### Ansässige Unternehmen

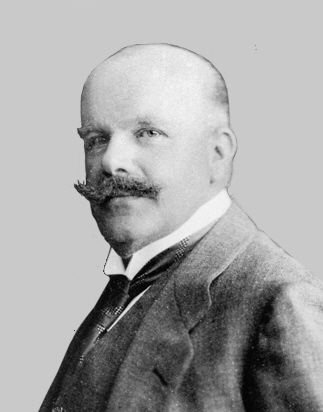
Albert Boehringer, der Gründer von Boehringer Ingelheim (ca. 1905)

Stadtbildprägend ist das seit 1885 ansässige Pharmaunternehmen Boehringer Ingelheim. Am Stadtrand befindet sich Europas größter Umschlagsplatz für Sauerkirschen, die Vereinigten Großmärkte für Obst und Gemüse Rheinhessen. Die ehemaligen Stadtwerke von Ingelheim, jetzt Rheinhessische Energie- und Wasserversorgungs-GmbH haben ihren Sitz in Ingelheim. Die Weber-Stephen Products Co. gründete ihre deutsche Tochterfirma 1999 in Ingelheim und ist auch dort seitdem ansässig. Der Fenster- und Türenhersteller PaX AG hat seinen Konzernsitz in Ingelheim. Des Weiteren befindet sich der Hauptsitz der aus der früheren Laborsparte von Boehringer Ingelheim hervorgegangen, bundesweit agierenden Laborkette Bioscientia Healthcare GmbH in Ingelheim.

### Bildung und öffentliche Einrichtungen
Folgende fünf Grundschulen befinden sich im Stadtgebiet von Ingelheim: die Präsident-Mohr-Grundschule in Ober-Ingelheim, die Theodor-Heuss-Grundschule in Ingelheim-West, die Brüder-Grimm-Grundschule in Frei-Weinheim, die Pestalozzi-Grundschule in Nieder-Ingelheim sowie die Grundschule an der Sandmühle in Heidesheim. In der Innenstadt befindet sich das Sebastian-Münster-Gymnasium. Anfang 2012 wurde die neu errichtete Kaiserpfalz-Realschule Plus am Gänsberg eröffnet. In Heidesheim befindet sich die Steinhöfelschule.
Die Albert-Schweitzer-Schule in Frei-Weinheim ist eine Sonderschule. Zum Ingelheimer Schulangebot gehören auch die Berufsbildende Schule in Nieder-Ingelheim sowie die IGS Kurt Schumacher im Westen der Stadt. Nur die Grundschulen werden von der Stadt, alle anderen Schulen vom Landkreis Mainz-Bingen getragen.
Für die frühkindliche Bildung stehen im Stadtgebiet 17 Kindertagesstätten zur Verfügung. Unter der Trägerschaft der Stadt Ingelheim und gefördert vom Verein der Freunde des Fridtjof-Nansen-Hauses e. V. steht das Weiterbildungszentrum Ingelheim, das unter einem Dach die Volkshochschule, die Fridtjof-Nansen-Akademie für politische Bildung, die Musikschule und die Junge Akademie für Bildung vereint.
1996 wurde der Sitz der Kreisverwaltung des Landkreises Mainz-Bingen von Mainz nach Ingelheim verlegt. Darüber hinaus verfügt Ingelheim über eine Polizeiinspektion, die auch für die Verbandsgemeinde Gau-Algesheim zuständig ist. Es gibt ein Feuerwehrhaus der Freiwilligen Feuerwehr, welche mit der Werkfeuerwehr des Pharmaunternehmens Boehringer kooperiert. Die Gewahrsamseinrichtung für Ausreisepflichtige des Landes Rheinland-Pfalz befindet sich ebenfalls in Ingelheim. Der Abwasserzweckverband „Untere Selz“, dessen Mitglied die Stadt ist, betreibt in Ingelheim seine Kläranlage. Das Altenzentrum Im Sohl wurde 1985 eröffnet und bietet Wohnheime und Tagesgestaltungen durch den Sozialen Dienst an.

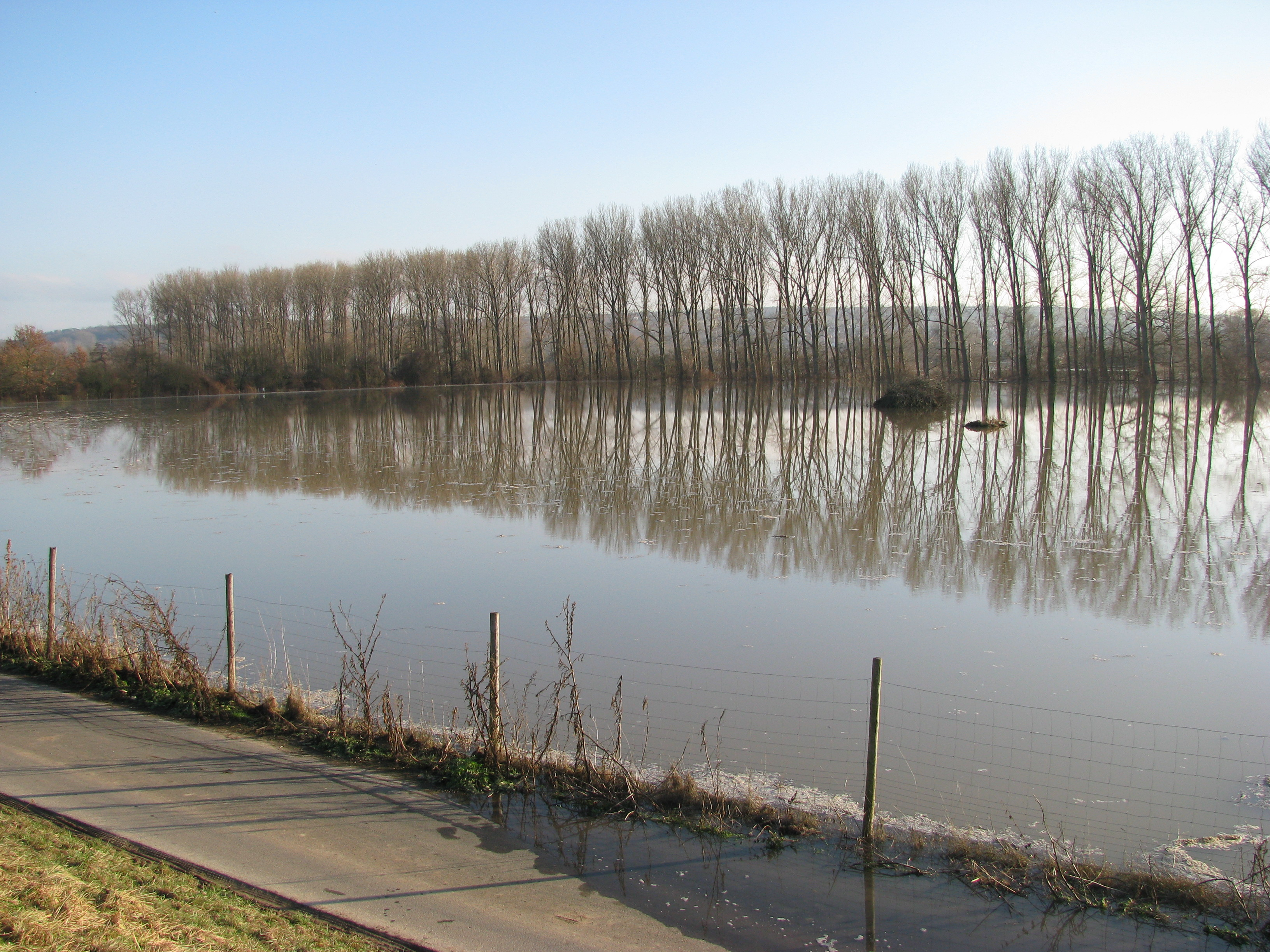
Gefluteter Hochwasserschutzpolder bei Ingelheim am 16. Januar 2011

Der Polder Ingelheim als Hochwasserschutzpolder am Rhein wurde 2006 fertiggestellt. Er besteht aus einem mit Deichen eingegrenzten Areal (überwiegend Ackerflächen) von 162 ha und kann 4,5 Millionen Kubikmeter Wasser aufnehmen. Ab einem Rheinhochwasser mit einem Pegelstand von 690 cm am Pegel Kaub wird er durch Absenken der Klappen am Ein- und Auslaufbauwerk geflutet. Dieser Fall trat das erste Mal in der Nacht zum 16. Januar 2011 ein. Nur wenige Stunden nach der Öffnung habe der Wasserstand am nächsten Pegel stagniert und dann langsam begonnen zu sinken. Der Polder sollte bis zu 2,5 Millionen Kubikmeter Wasser aufnehmen. Bis zum Vormittag sei er zu 80 Prozent überschwemmt gewesen. Es handelte sich um die erste Flutung eines sogenannten gesteuerten Polders am Rhein in Rheinland-Pfalz.

### Abschiebegefängnis Ingelheim
Seit 2001 ist in Ingelheim eine Gewahrsamseinrichtung für Ausreisepflichtige (GfA) in Betrieb, die ursprünglich für die Bundesländer Rheinland-Pfalz und Saarland gebaut wurde, wegen fehlender eigener Kapazitäten heute aber auch von Hessen, Nordrhein-Westfalen (nur ausreisepflichtige Frauen), Hamburg und Schleswig-Holstein belegt wird. Die Einrichtung verfügt über 25 bis 40 Plätze für Männer und Frauen und wird, nachdem sie viele Jahre praktisch leer stand, seit 2013 mit einem Durchsatz von mehreren Hundert Abschiebehäftlingen im Jahr intensiv genutzt.

### Medien
Die Allgemeine Zeitung Ingelheim innerhalb der Rhein Main Presse ist die Tageszeitung in Ingelheim, herausgegeben von der Verlagsgruppe Rhein Main. Wöchentlich am Donnerstag erscheinen das Ingelheimer Wochenblatt sowie der Ingelheimer Kurier mit den amtlichen Bekanntmachungen und monatlich wird die Lokale Zeitung herausgegeben. Das Stadtfernsehen Blickpunkt Ingelheim ist jeden Dienstag und Samstag auf dem regionalen Kanal OK:TV über Kabelanschluss sowie per Livestream auf der sendereigenen Website zu empfangen.

## Persönlichkeiten

### Ehrenbürger
Die Ehrenbürgerwürde wurde zum ersten Mal 1863 in Nieder-Ingelheim verliehen. Erster Ehrenbürger war Albert Gerhard de Roock (* 1787 in Zaltbommel (Holland); † 22. August 1867 in Ingelheim), er wurde am 8. August 1863 wegen seines Gemein- und Wohltätigkeitssinns zum Ehrenbürger von Nieder-Ingelheim ernannt. Kommerzienrat Albert Boehringer (1861–1939), wurde 1921 Ehrenbürger von Nieder-Ingelheim, weil er zur industriellen Entwicklung Nieder-Ingelheims entscheidend beigetragen hatte.
Der erste gesamtstädtische Ehrenbürger war Albert Boehringer (der zweite, * 7. Juni 1890 in Ingelheim), der Sohn des Firmengründers von Boehringer Ingelheim. Er wurde wegen seiner Verdienste bei der Entwicklung der Stadt am 7. Juli 1951 zum Ehrenbürger von Ingelheim ernannt. Georg Rückert (* 8. November 1901; † 12. September 1990), erhielt 1966 die Ehrenbürgerwürde für seine Verdienste als erster Nachkriegsbürgermeister von Ingelheim am Rhein. Andreas Saalwächter (* 24. Oktober 1876 in Nieder-Ingelheim; † 10. August 1967 ebenda), wurde für seine Arbeit als Heimatkundler am 13. Oktober 1953 Ehrenbürger von Ingelheim. Darüber hinaus war er Träger des Bundesverdienstkreuzes am Bande.
Als „Vater der Städtepartnerschaft“ zwischen Autun und Ingelheim galt Autuns Bürgermeister René Monrose. Er wurde 1965 Ehrenbürger von Ingelheim. Der Unternehmer und Lyriker Robert Boehringer (1884–1974) wurde 1974 Ehrenbürger. Marcel Lucotte (* 16. Januar 1922; †) wurde anlässlich des Jubiläums der Städtepartnerschaft 1973 als Anerkennung für den Ausbau der Partnerschaft die Ehrenbürgerwürde von Ingelheim verliehen. Der Archäologe Christian Rauch (1878–1976) wurde für seine Ausgrabungen und Nachforschungen im Saalgebiet 1975 die Ehrenbürgerwürde verliehen.
Für ihr soziales Engagement und für ihre Verdienste um die Stadt wurde Ruth Boehringer (1906–2007) anlässlich des hundertjährigen Firmenjubiläums der Firma Boehringer im Dezember 1985 Ehrenbürgerin. Der ehemalige Bürgermeister von Stevenage Brian Hall wurde im September 2005 zum Ehrenbürger ernannt. Ulrike von Baumbach, Tochter von Albert und Marianne Boehringer und Schwiegermutter von Hubertus von Baumbach, ist seit 2012 ebenfalls Ehrenbürgerin der Stadt.

### Söhne und Töchter der Stadt

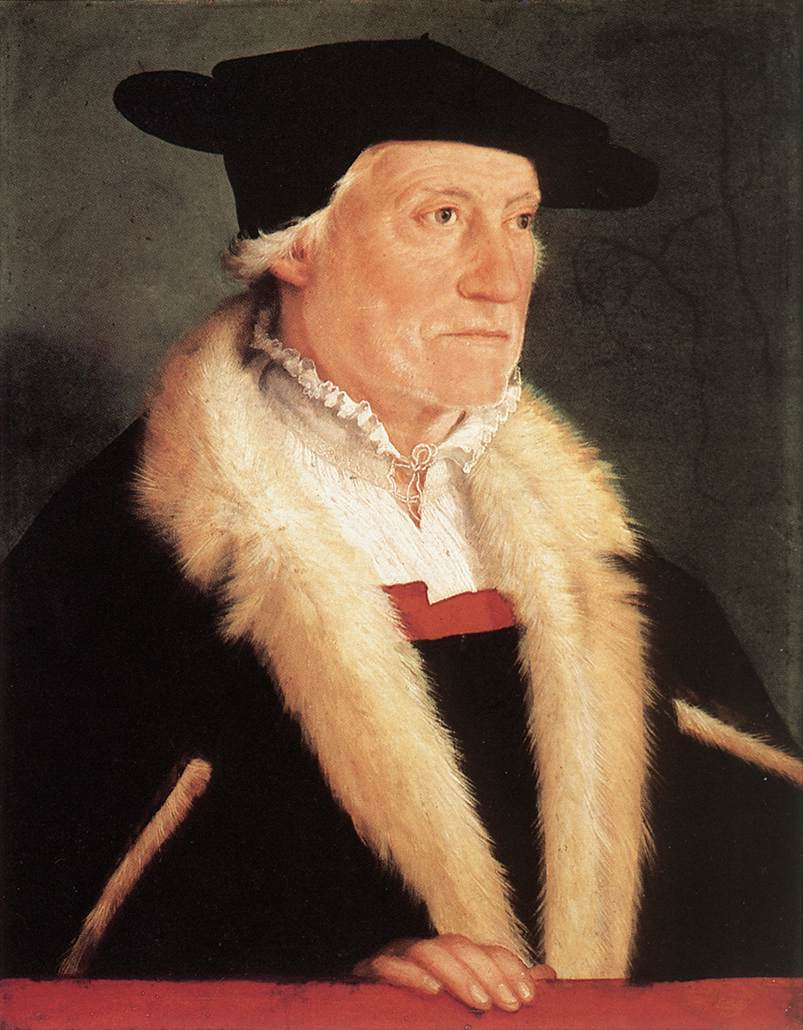
Der Kosmograph Sebastian Münster

Der bekannteste Sohn der Stadt ist der Theologe und Kosmograph Sebastian Münster (1488–1552). Sein Werk Cosmographia war die erste Beschreibung des Wissens der ganzen Welt in deutscher Sprache. Zu seiner Zeit war die Cosmographia neben der Bibel das meistgelesene Buch.
Mit seinen Expeditionen quer durch die Welt erregte Carlo von Erlanger (1872–1904) die Aufmerksamkeit der Forschungswelt. Unter anderem durchquerte er 1899 bis 1901 Abessinien, dabei legte er 2700 Kilometer zurück.
- Hans Flücke aus Ober-Ingelheim (vor 1449–1492 oder 1493), 1483 bis 1491 Dombaumeister am Frankfurter Dom
- Philipp August Gebhard (1805–1874), Weinhändler, Apotheker und Politiker
- Philipp Dengel (1888–1948), kommunistischer Politiker
- Hanns Niedecken-Gebhard (1889–1954), Regisseur, Intendant und Hochschullehrer
- Emil Erwin Gaul (1903–1969), Landwirt, Winzer und Politiker (FDP), Mitglied des Landtags von Rheinland-Pfalz
- Frolinde Balser (1924–2012), SPD-Politikerin, Mitglied des Deutschen Bundestages von 1979 bis 1980, Stadtverordnetenvorsteherin der Stadt Frankfurt am Main (erste Frau in diesem Amt)
- Heinz-Egon Rösch (* 1931), Sporthistoriker und Hochschullehrer
- Walter Reichert (1933–1999), Motorradrennfahrer
- Markus Berger (1938–2016), Offizier und Politiker (CDU), Mitglied des Deutschen Bundestages
- Erwin Leibfried (1942–2019), Literaturwissenschaftler, Professor für Allgemeine Literaturwissenschaft der Justus-Liebig-Universität Gießen, Verleger und Autor
- Fritz Teufel (1943–2010), politischer Aktivist und aktives Mitglied der Studentenbewegung 1967
- Christoph Bartels (1949–2024), Montanhistoriker. Er war unter anderem als Kurator der Ausstellung 750 Jahre Knappschaft tätig.
- Hans Georg Gemünden (* 1949), Wirtschaftswissenschaftler und Hochschullehrer
- Hermann-Josef Stipp (* 1954), römisch-katholischer Theologe
- Thomas Stritter (* 1956), deutscher Jurist und Politiker (SPD), Landtagsabgeordneter von 1991 bis 1996
- Michael Meyer (* 1958), Anglist
- Albrecht von Lucke (* 1967), Publizist, Jurist und Politologe
- Christian Schmitt-Engelstadt (* 1967), Organist
- Klaus Knopper (* 1968), der Entwickler der Linux-Distribution Knoppix
- Michael Anthony Müller (* 1970), deutsch-englischer Künstler und Hochschullehrer
- Simone Renth-Queins (* 1973), Diplom-Ingenieurin (FH) Weinbau. Sie war 1998/1999 Rheinhessische Weinkönigin sowie ein Jahr später: 1999/2000 die 51. Deutsche Weinkönigin
- Sonja von Opel (1976), Laufsport-Trainerin, Reiseveranstalterin, Autorin und Kolumnistin
- Markus Kreuz (* 1977), Fußballspieler beim 1. FSV Mainz 05 sowie bei Eintracht Frankfurt
- Robin Hübscher (* 1995), Handballspieler

### Personen, die in der Stadt gewirkt haben
Folgende Personen haben in Ingelheim gewirkt:
- Karl der Große hielt 807 einen Hoftag in Ingelheim ab.
- Ludwig der Fromme starb 840 in einem Sommerzelt auf einer Rheininsel vor Ingelheim
- Das Geschlecht derer von Ingelheim, unter anderem Anselm Franz von Ingelheim, Erzbischof von Mainz zwischen 1679 und 1695
- Anton Otto von Closs († 1737), wohnhaft in Ingelheim; kurpfälzischer General und großer Wohltäter auf karitativ-religiösem Gebiet
- Jean-Baptiste Kléber, während der Belagerung von Mainz 1794 Hauptquartier in Ingelheim
- Martin Mohr (* 1788 Warmsroth; † 1865 Ingelheim), Abgeordneter der Frankfurter Nationalversammlung und Präsident des hessischen Landtages
- Wilhelm Hermann Carl von Erlanger (* 27. März 1835 in Frankfurt am Main; † 17. April 1909 in Ingelheim), Rechtsanwalt, Notar und Justitiar des väterlichen Bankhauses Erlanger & Söhne in Frankfurt am Main
- Eduard Douwes Dekker, genannt Multatuli (1820–1887), niederländischer Schriftsteller
- Paul Darius (1893–1962), Architekt, schuf den Jägerhof für den Fabrikanten Albert Boehringer
- Gerd Wohlleben (* 2. Dezember 1902 in Köln; † 27. Dezember 1972 in Ingelheim am Rhein) war Politiker (FDP) und Mitglied des Stadtrats Ingelheim von 1948 bis 1969
- Irmgard von Opel (* 1907 in Rüsselsheim; † 20. Mai 1986 in Ingelheim), Unternehmerin und Reitsportlerin
- Richard von Weizsäcker (1920–2015), Bundespräsident, von 1962 bis 1966 geschäftsführender Gesellschafter von Boehringer Ingelheim
- Rolf Spangenberg (1932–2020), Tierarzt, Autor und Moderator
- Klaus Ahlheim (* 1942 in Saarbrücken), Theologe, Erziehungswissenschaftler, Universitätsprofessor, 1971 und 1972 Vikar in der Saalkirchengemeinde
- Carsten Lenz (* 1970), Kirchenmusiker in Ingelheim